# Кага (авианосец)
Авианосец Кага (Страна Кага) ВМС Императорской Японии  (яп.  Кага кокубокан) — тяжелый авианосец Императорской Японии 1920—1940-х гг. Переоборудован из подлежавщего слому по Договору о сокращении ВМС (1922 г.) 2-го корпуса линкорного проекта Тоса (3-го корпуса Плана военного кораблестроения 1920 г. (16 ЛК) Императорской Японии). В составе 1-й (авианосной) дивизии ВМС в 1930—1940-х гг. принимал участие в китайском конфликте (оккупация г. Шанхай) и боевых действиях первого периода войны на Тихом океане (ударе по Тихоокеанскому флоту ВМС США и Дальневосточному Флоту ВМС Великобритании и наступательной операции у ат. Мидуэй). В ходе боевых действий лета 1942 г. поврежден пятью прямыми попаданиями авиабомб, оставлен командой в результате пожаров и уничтожен торпедной атакой охранения.

## Проект авианосца первого поколения

### История проекта

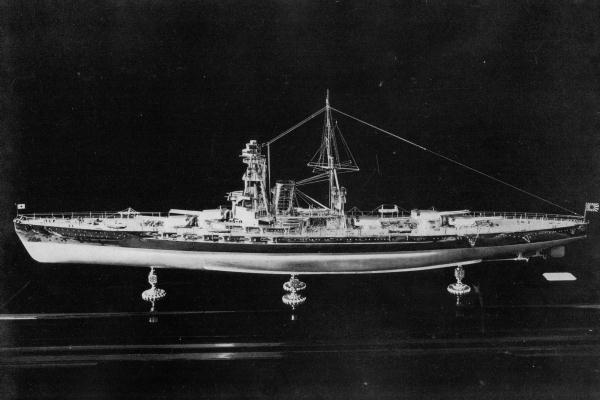
Модель линкора Кага (завод Кавасаки-Кобэ)
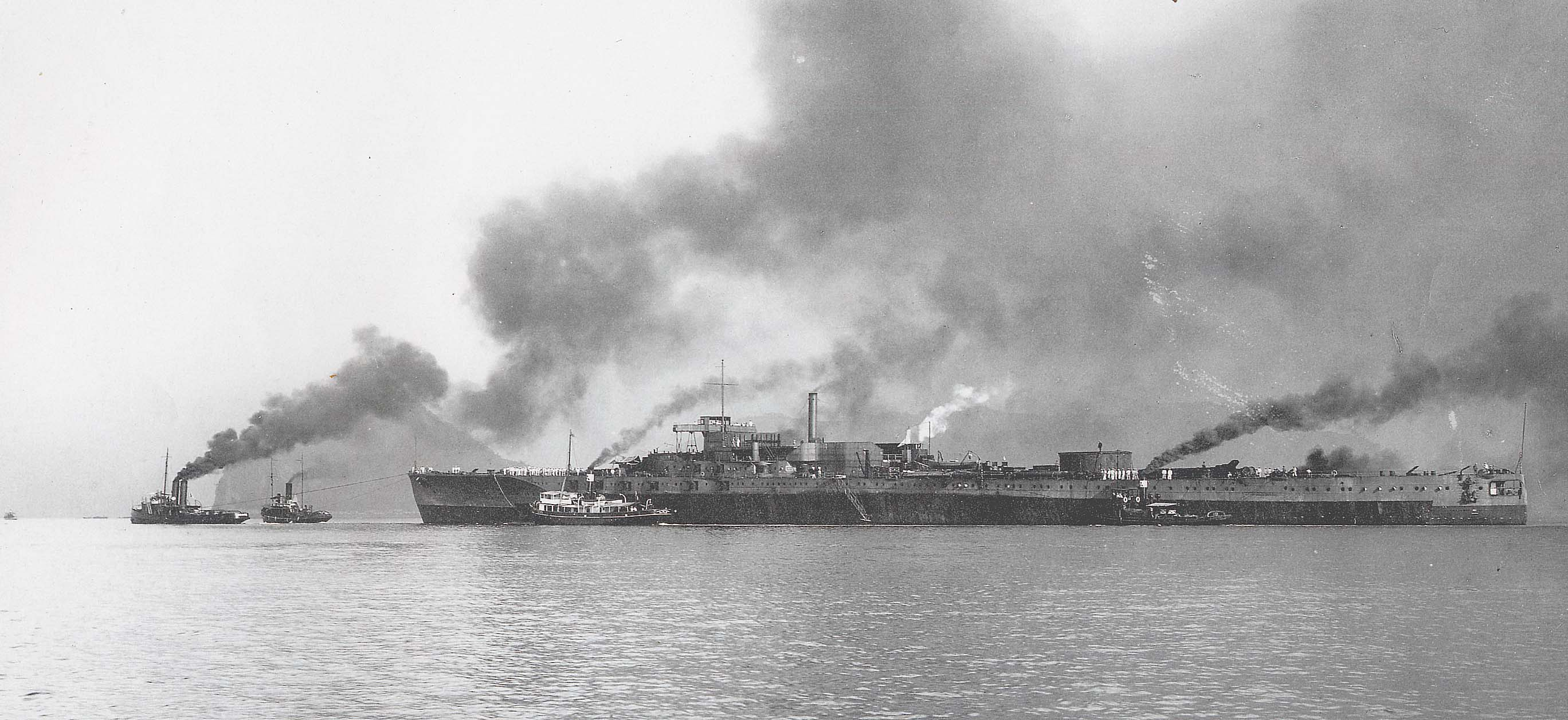
Буксировка корпуса линкора Тоса (завод Мицубиси-Нагасаки, 1922 г.)
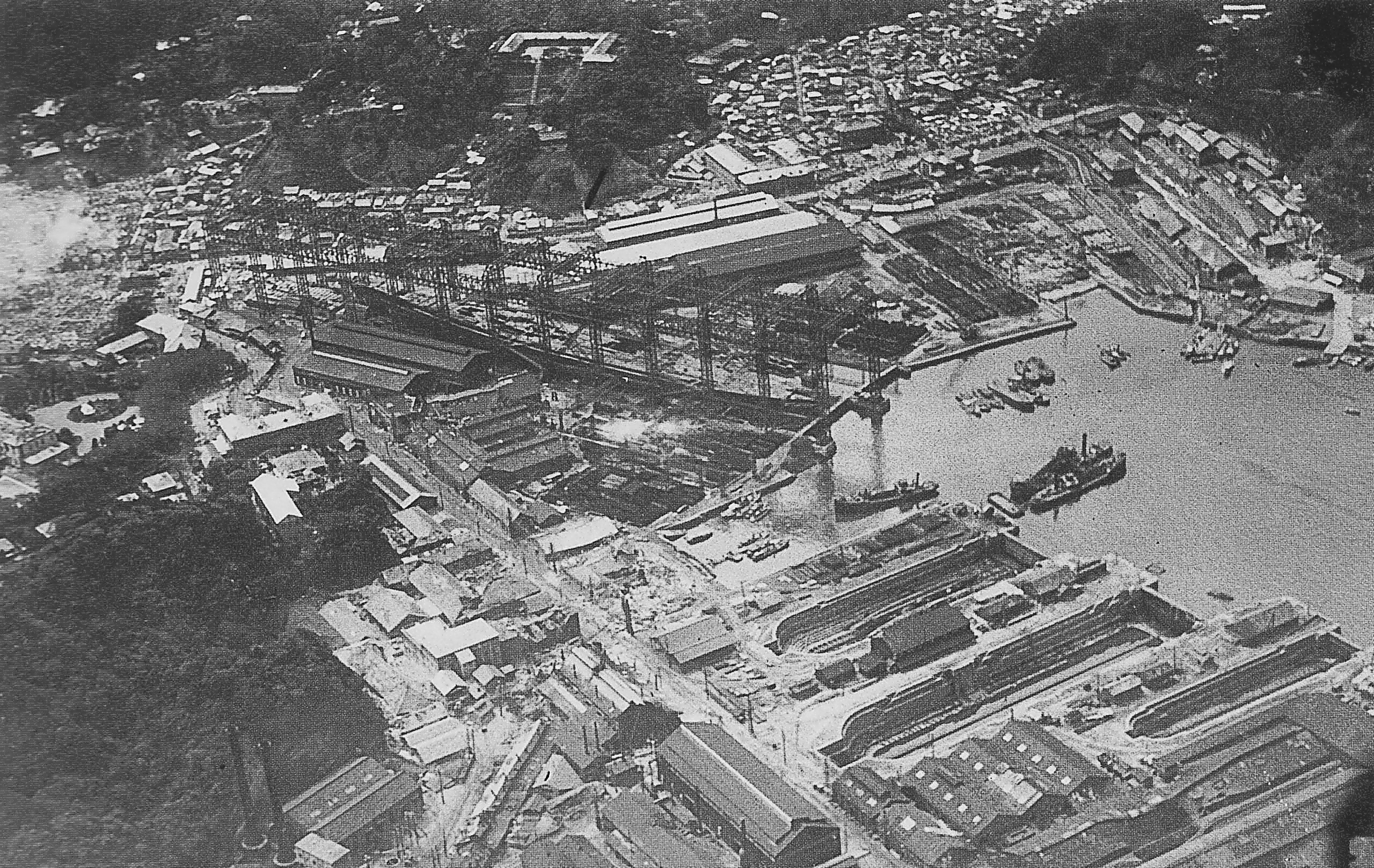
Общий вид разрушений главной базы ВМС (1923 г.)

Линкор Кага являлся вторым корпусом проекта Тоса (развития проекта Нагато) с ГК 16 дм (40 см), водоизмещением до 40 тыс. т. и скоростью до 26 уз.. С 1918 г. включен в списки ВМС и летом 1920 г. заложен в кораблестроительном заводе Кавасаки-Кобэ (командир в достройке капитан 1 ранга Р. Миямура). После спуска на воду летом 1921 г. в присутствии командующего Флотом № 2 ВМС (контр-адмирал принц Фусими) в до 1922 г. достраивался у стенки завода. При подписании Международного договора об ограничении ВМС (1922 г.) Императорская Япония не смогла получить квоты тоннажа линейных сил ВМС (3 корабельных единицы на совокупные 10 (5+5) корабельных единиц ВМС США и Великобритании), и приняла решение о сдаче на слом восьми корпусов линкорных проектов Тоса-Кии-Амаги. Летом 1922 г. были заморожены работы по линкору Кага. Под охранением кр. I р. Якумо корпус Кага был отбуксирован из п. Кобэ в Главную базу ВМС для использования в качестве корабля-мишени.
Договор 1922 г. выделял отдельную квоту авианесущих кораблей, что обусловило желание перестроить заложенные линейные силы в качестве авианосцев. После замораживания работ Министерством ВМС была согласована достройка линейной пары Амаги-Акаги в качестве авианосцев. В 1923 г. главная база ВМС сильно пострадала в поразившим столичный район Токио землетрясении 1923 г.. Корпус Амаги был сброшен со стапеля и получил тяжелые повреждения. Для достройки тяжелой авианосной пары было принято решение заменить его на неповрежденный корпус ЛК Кага, а ГЭУ передать на завод Кавасаки-Кобэ для достройки ЛК Харуна.

### Особенности компоновки

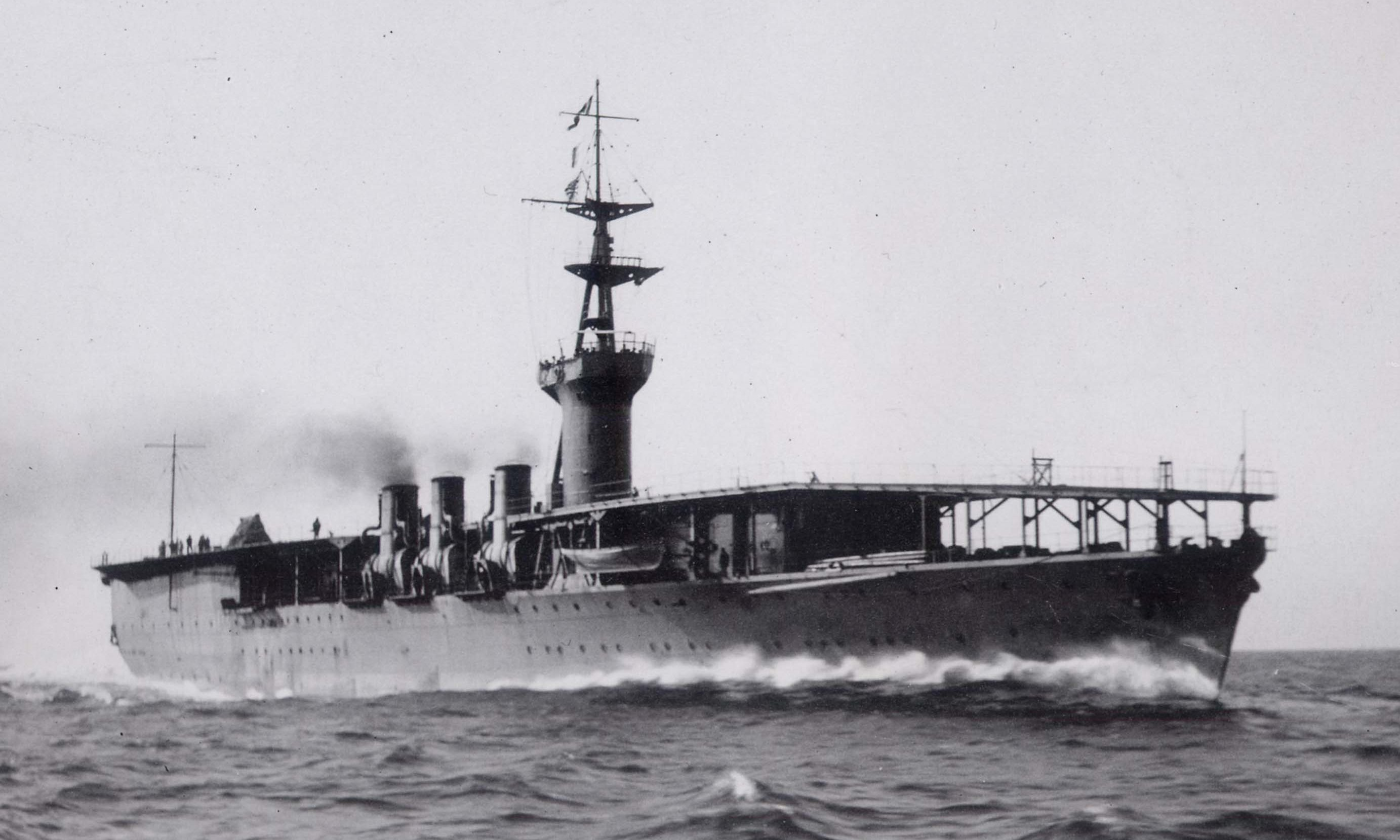
АВ Хосё с поворотными трубами дымосброса (1922 г.)
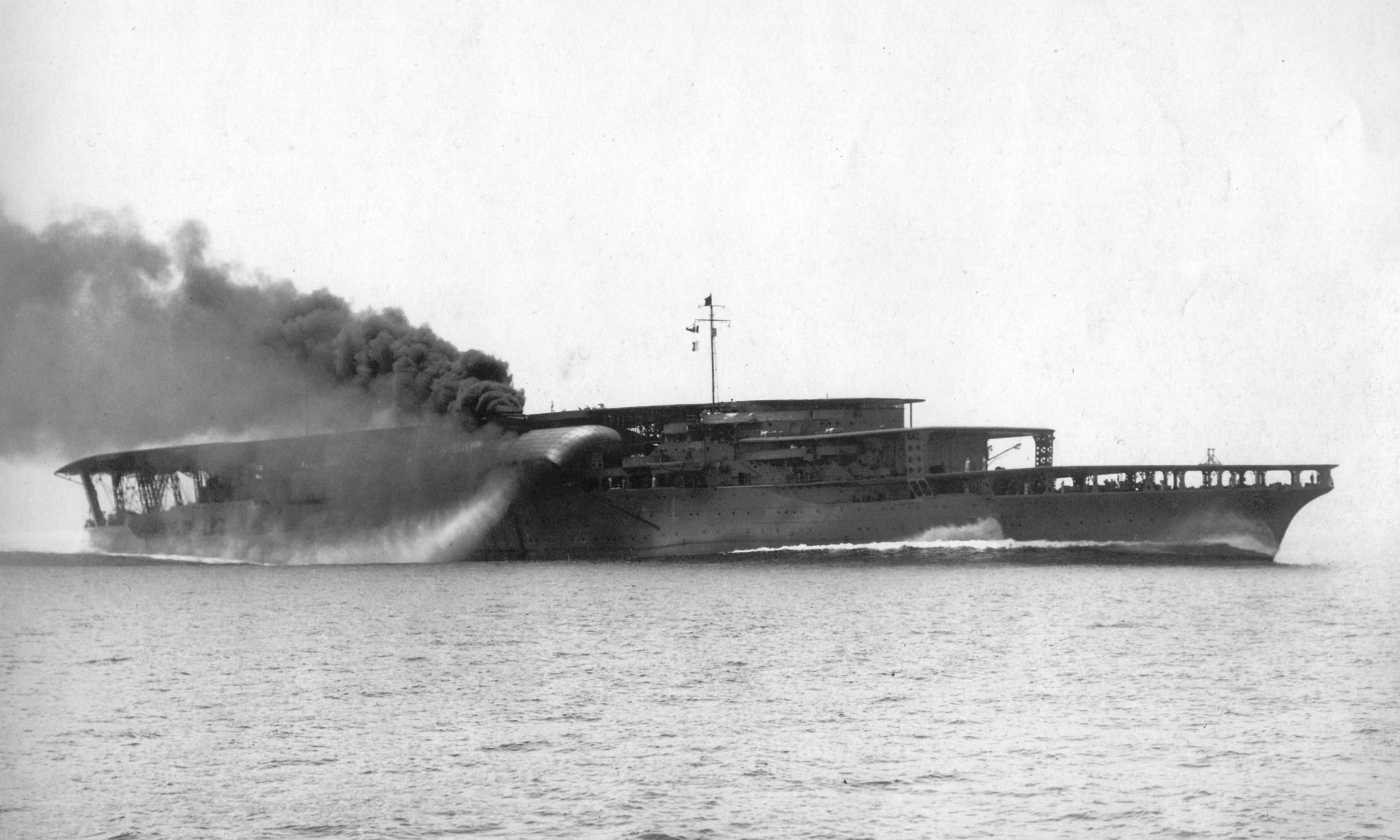
Общий вид дымосброса АВ Акаги (1927 г.)
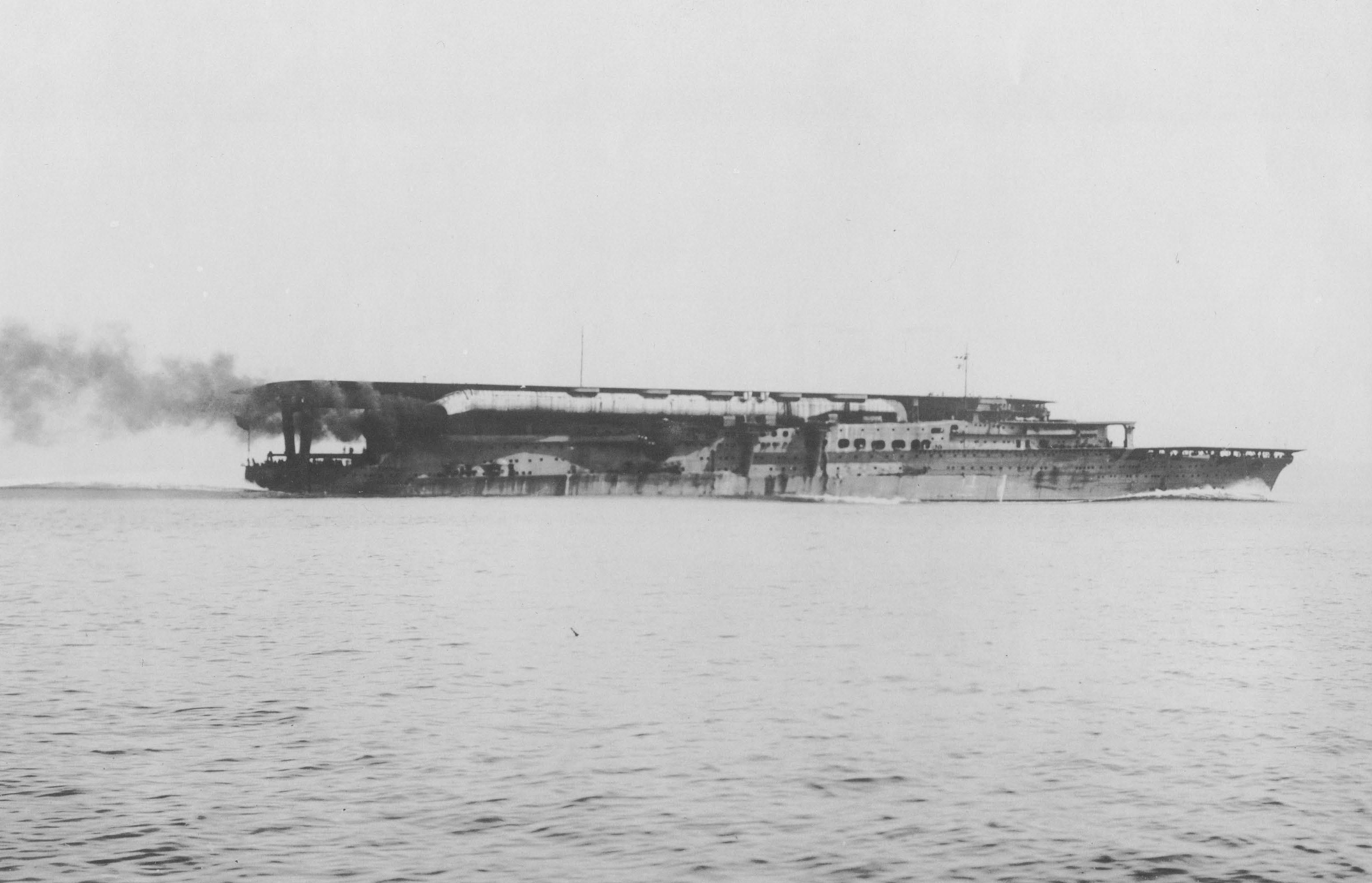
Общий вид дымосброса АВ Кага (1928 г.)
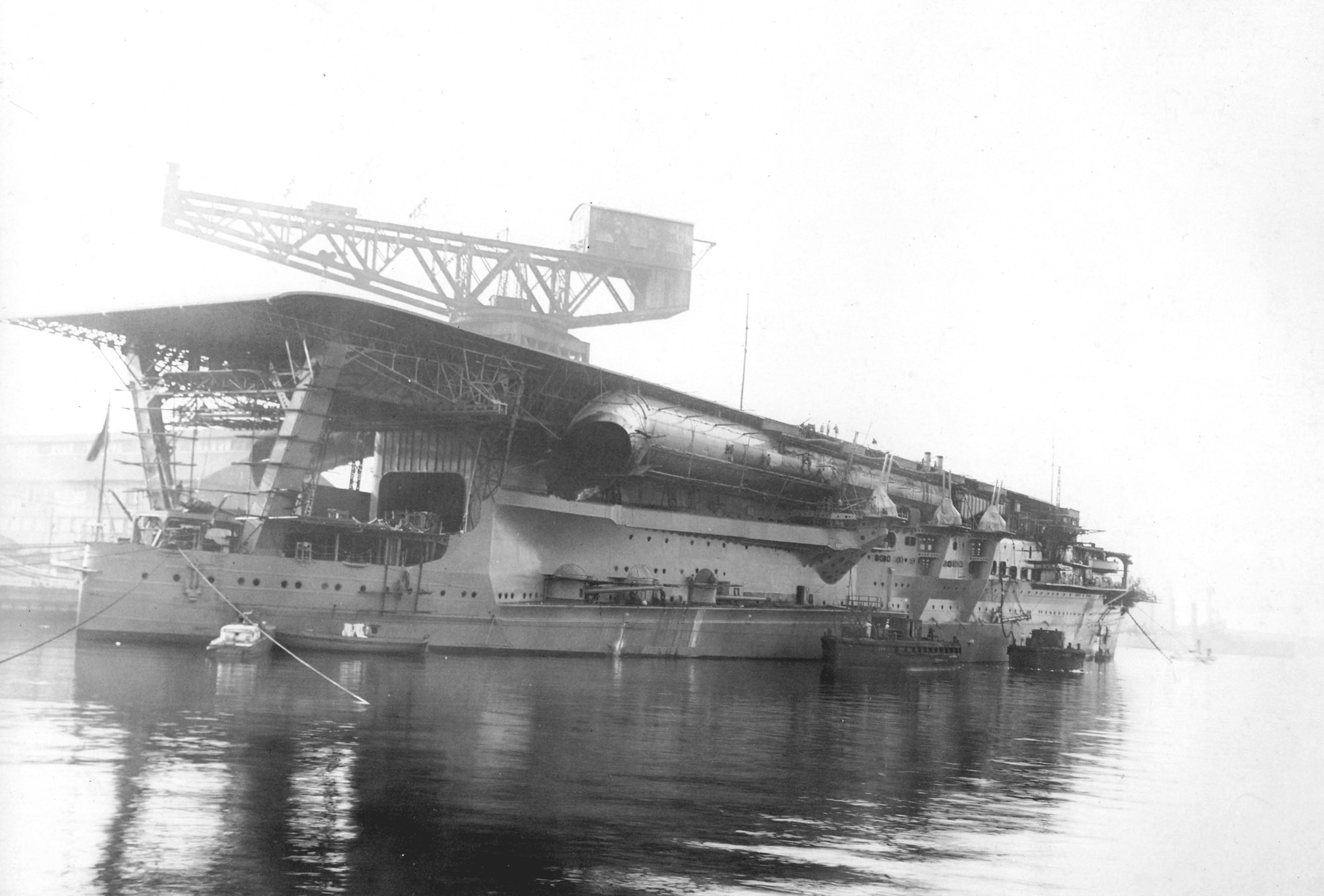
Вид кормовых труб АВ Кага (1928 г.)

Проект авианосца на основе линкора Кага предусматривал характеристики:
- длину по ГВЛ 219 м
- ширину по ГВЛ 31 м
- водоизмещение 27000 т
- ход до 27 уз.
- 10 ед. ГК 8 дм
- 6 ед. среднего калибра
- 12 ед. калибра ПВО 5 дм
- до четырех рот авиации (36 ед. ЛА)[29]

Под влиянием архитектуры первых авианесущих кораблей ВМС Великобритании (АВ № 47 Фюриес (1917 г.) и № 17 Аргус) характерной чертой первого поколения авианосцев Императорской Японии 1920-х гг. стала многоуровневая компоновка полетно-посадочной палубы с носовыми взлетными площадками. В 1920-х гг. длина площадок была достаточной для взлета всех ЛА корабельного базирования, но к моменту появления на вооружении ВМС крупных бипланов (И-3 и И-13) стало ясно, что компоновка носовых площадок не оправдывается из-за роста массы и взлетных скоростей корабельной авиации. В НИИ технологий ВМС (в/ч Касумигаура) прорабатывались модели дымоходов и труб, и решение было найдено на основе схемы дымосброса АВ № 17 Аргус ВМС Великобритании, предусматривавшей побортные кормовые трубы. Аргументом к кормовой компоновке дымосброса явилось желание сравнить ее с бортовой компоновкой на АВ Акаги. В ходе эксплуатации кормовая компоновка проявила много недостатков, в том числе плохую видимость в корму при управлении воздушным движением, кормовую турбулентность и плохую обитаемость помещений на уровне дымоходов из-за высокой (свыше 40℃) температуры обшивки.

### Постройка и наименование
Работы по перестройке задержаны восстановлением головного завода ВМС (в/ч Йокосука) до весны 1925 г. Перестройка корабля I ранга (40 тыс. т) затруднялась ограничением опыта Императорской Японии в постройке авианосцев малым проектом Хосё (11 тыс. т). При перераспределении массы надводной части по сравнению с линейным кораблем (палуба и ангары вместо башенных установок), необходимы были расчеты плавучести, установка булей и адаптация схемы бронирования с демонтажом и перепрокатом бронеплит.
После двухгодичной перестройки в головном заводе ВМС весной 1927 г. корабль был передан для дооборудования в округ ВМС Сасэбо с финансированием из бюджета округа. Проекты линкоров ВМС носили наименования в честь провинций древней Японии, в том числе в честь провинции Кага в северо-западной Японии на побережье Японского моря . В связи с отсутствием в 1920-х гг. правил именования авианесущих кораблей, при переоборудовании в авианосец имя корабля было сохранено. На борту имелась часовня горного святилища и пейзаж горы Хакусан, переданные в дар кораблю маркизами Маэда (бывшими князьями провинции Кага).

### Конструкция (до 1936 г.)

#### Корпус и бронирование
Корпус сварной стальной гладкопалубный из кремнемарганцовой стали Колвилла (высокопрочная, 0,3 % углерода, 1,5 % марганца) с двойным дном, по некоторым шпангоутам укреплен клепкой. Длина 238 м (на 13 м короче корпуса АВ Акаги. На 2/3 корпуса корабль несет облегченный скошенный бронепояс, полученный повторным прокатом бронеплит линкора. Толщина главного бронепояса 6 дм при наружном скосе 15°. Отсеки ГЭУ прикрыты бронепалубой (1,5 дм), боезапас и бензохранилища — скосами верхней ангарной палубы (3 дм). Орудийные казематы в кормовой оконечности вне цитадели имеют защиту из бронеплит 1 дм.

#### Главная энергетическая установка

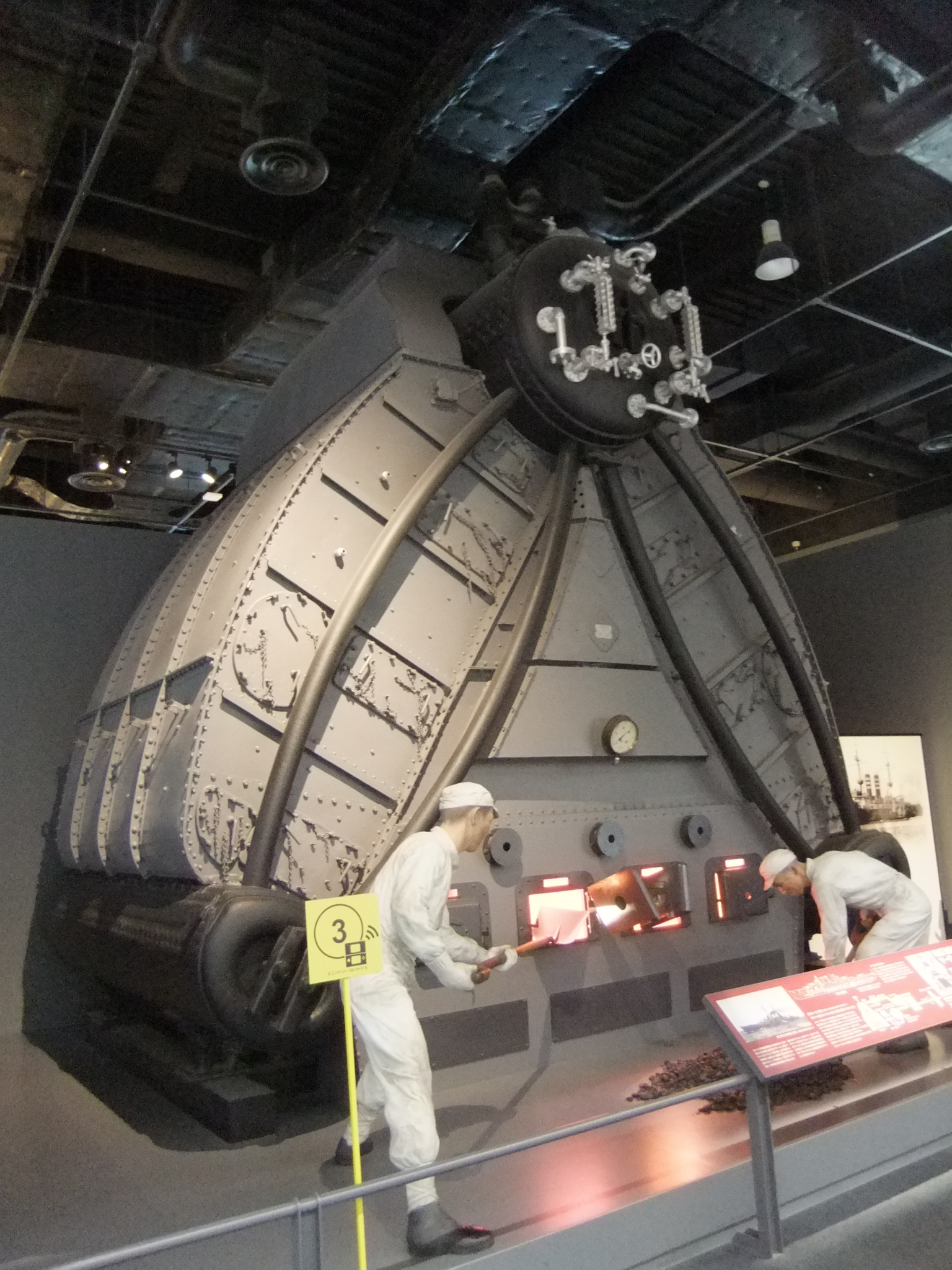
Общий вид главного котла ГУК-2

Корабль имеет паросиловую четырехвальную котлотурбинную ГЭУ с 4 ед. турбинных групп Кавасаки-Кёртис лицензионного производства (номинальная мощность 91 тыс. л. с.) и таким же числом главных редукторов. Турбинная группа (23 тыс. л. с. на гребном валу) включает цилиндры высокого и низкого давления (ЦВД-ЦСНД), каждый с парой трехступенчатых роторов и одноступенчатым реверсным ротором.. Главный редуктор каждого из валов имеет центральную геликоидную шестерню гребного вала и две ведущие от турбин. При проектной скорости линкора 26,5 уз., (40 тыс.т), облегченный авианосец (33,7 тыс. т) на ходовых испытаниях 1928 г. развил ход до 27,5 уз.
Паропроизводительная установка включает 12 ед. (8 ед. мазутных и 4 малых угольных) главных паровых котлов ГУК-2 проекта ГУК ВМС 1914 г. для тяжелых кораблей.
Главный паровой котел ГУК-2 мазутный пятифорсуночный, водотрубный, треугольного типа:
- длина 3,5 м, ширина 4,3 м и высота 3,8 м
- рабочее давление пара 30 атм  при температуре 350 °C
- паропроизводительность на испытаниях 103 т/час
- поверхность нагрева 1,3 тыс. м² (5 тыс. водогрейных трубок)
- два нижних круглых водоколлектора (0,6 м)
- верхний пароколлектор (1,2 м)
- пароперегреватель (поверхность нагрева 300 м²)
- запас котельного топлива 3,6 тыс. т мазута и 1,7 тыс. т угля.

Водонепроницаемый отсек имеет три котла ГУК-2 с комплектом питательных и нефтяных турбонасосов, котельных турбовентиляторов и испарителей. Запас дистиллированной воды (свыше 100 °С) пополняется от котельных испарителей, турбоприводы насосов работают на мятом паре. Отработанный пар собирается главным однопоточным холодильником. Всего имеется 4 ед. главных холодильников (один на турбинную группу под корпусом ЦНД).

### Обеспечение полетов

#### Полетная палуба, ангары и подъемники
Полетно-посадочная палуба площадью 171 × 30 м имеет 2 ед. авиационных подъемников
- двухуровневый носовой (156 м²., 13 м х 12 м) с возможностью парного подъема-спуска ЛА
- кормовой треухровневый (104 м²., 13 м х 8 м).

Надстройки корпус не имеет, панорамный корабельный КП расположен под носовым срезом полетной палубы. Площадь ангаров позволяет нести авиагруппу из 60 ед. ЛА с дополнительным ангаром в кормовой оконечности.

#### Аэрофинишеры и разметка
На корабле первоначально монтировался однотипный с АВ Фюриэс, АВ Хосё-Акаги продольный аэрофинишер ВМС Великобритании из 60 ед. тросов (1,2 см) в виде колеи высотой до 15 см для шасси и гака садящегося ЛА. Общая длина поднимавшейся с технической площадки палубной тросовой системы составляла 100 м.
В 1930 г. установлена система ВМС Франции разработки завода Шнейдер в виде 12 ед. поперечных тросов с торможением от гидросистемы трюмных тросовых барабанов (лицензионное обозначение Фу). На основе конструкции аэрофинишера Фу в том же году разработан аэрофинишер Курэ-1 (начальник проектного отдела кораблестроительного КБ Курэ С. Кабая). Однотипные поперечные аэрофинишеры Курэ-2, −3, −4 монтировались на всех авианосцах ВМС Императорской Японии 1930-х гг.
Для обеспечения взлётно-посадочных операций полётная палуба имеет условную разметку. При разбеге и пробеге летчик должен был выдерживать курс вдоль нанесенных на палубе осевой и боковых линий. Кормовой свес имел предупредительную разметку из продольных красно-белых полос. В носовой части палубы имелся знак направления ветра в виде дельты, поверх которой подавался охлажденный трубопроводный пар. По отклонению струи летчик самостоятельно делал поправку на ветер при разбеге и отрыве. Посадочный паровой указатель устанавливался в середине палубы для учета бокового ветра вместе с данными оптического привода на посадку.

#### Авиационное вооружение

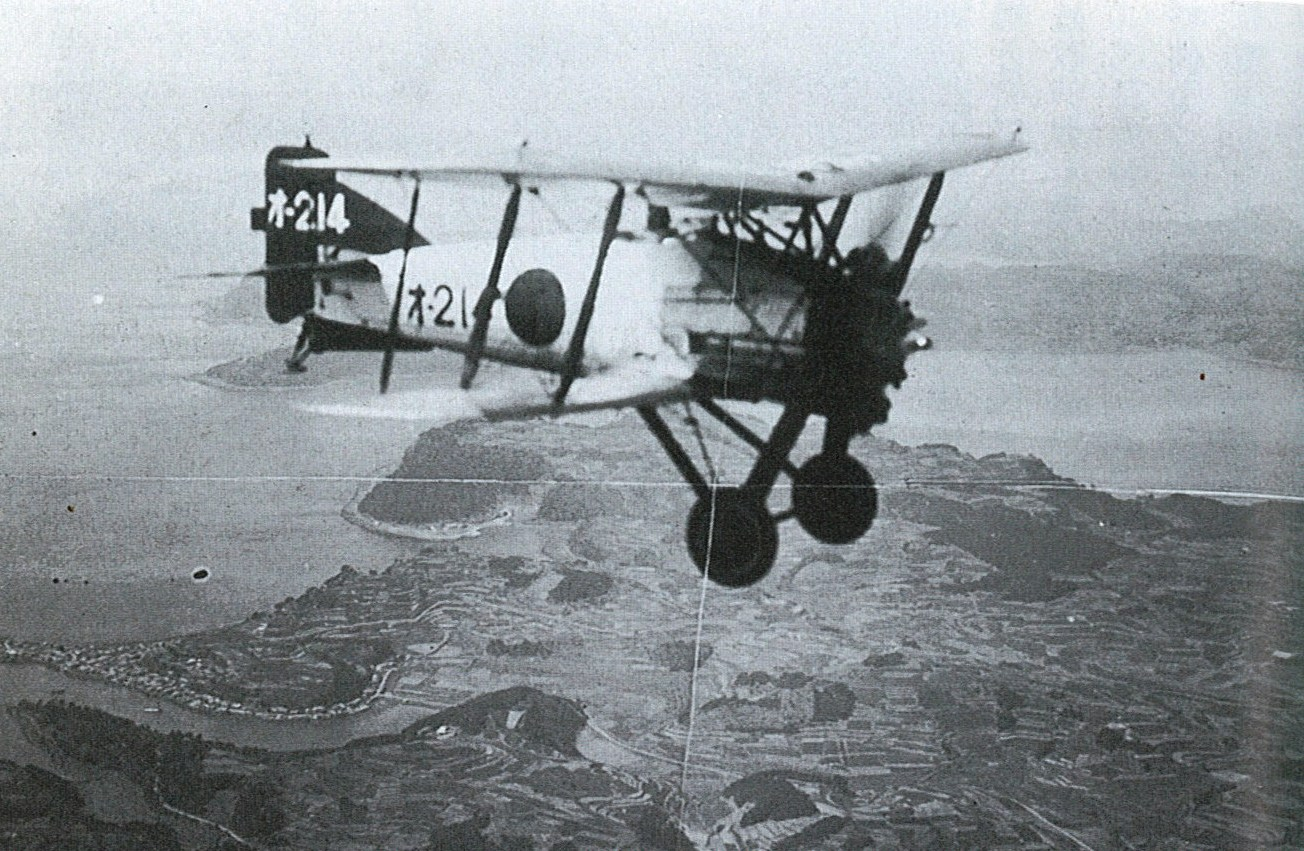
Истребитель И-3
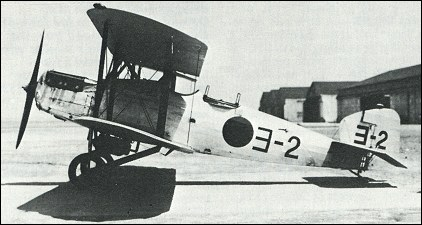
Разведчик Р-10
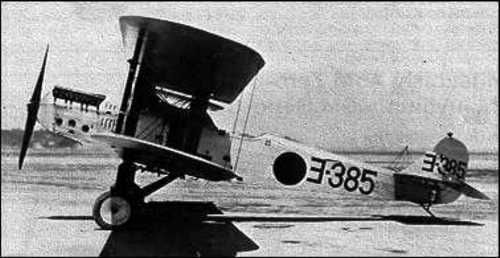
Торпедоносец Т-13

Авиационная БЧ по проекту включает три эскадрильи и 7 рот корабельной авиации (60 ед. ЛА):
- АвиаБЧ 
  - ИАЭ
    - истребительная рота № 1 (10 ед. ЛА)
    - истребительные роты № 2-3 (по 9 ед. ЛА)

  - ТАЭ 
    - торпедоносные роты № 1-2 (по 8 ед. ЛА)

  - РАЭ 
    - роты авиаразведчиков № 1-2 (по 8 ед. ЛА)

| ТТХ ЛА авиаБЧ Кага (до 1936 г.) | ТТХ ЛА авиаБЧ Кага (до 1936 г.) | ТТХ ЛА авиаБЧ Кага (до 1936 г.) | ТТХ ЛА авиаБЧ Кага (до 1936 г.) | ТТХ ЛА авиаБЧ Кага (до 1936 г.) | ТТХ ЛА авиаБЧ Кага (до 1936 г.)  | ТТХ ЛА авиаБЧ Кага (до 1936 г.) | ТТХ ЛА авиаБЧ Кага (до 1936 г.) | ТТХ ЛА авиаБЧ Кага (до 1936 г.) | ТТХ ЛА авиаБЧ Кага (до 1936 г.) | ТТХ ЛА авиаБЧ Кага (до 1936 г.) | ТТХ ЛА авиаБЧ Кага (до 1936 г.) |
|                                 | Фото                            | Кол-во                          | Экипаж                          | Мощность                        | Вооружение                       | Размах × длина × высота         | Вес                             | Скорость                        | Потолок                         | Дальность                       |                                 |
| ------------------------------- | ------------------------------- | ------------------------------- | ------------------------------- | ------------------------------- | -------------------------------- | ------------------------------- | ------------------------------- | ------------------------------- | ------------------------------- | ------------------------------- | ------------------------------- |
| И-3                             |                                 | по 16 ед.                       | 1                               | 450 л. с.                       | пара 7,7 мм пара бомб 30 кг      | 6,5 м × 10 м × 3 м              | 1,4 т                           | 240 км/ч                        | 7 км                            | 370 км                          |                                 |
| Р-10                            |                                 | по 16 ед.                       | 2                               | 300 л. с.                       | 7,7-мм 4 ед.                     | 12 м × 8 м × — м                | 1,3 т                           | 200 км/ч                        |                                 | 700 км                          |                                 |
| Т-13                            |                                 | 28 ед.                          | 2                               | 500 л. с.                       | 4 × 7,7-мм 1 авиаторпеда/ 500 кг | 15 м × 10 м × 3,5 м             | 2,7 т                           | 210 км/ч                        | 4,5 км                          | 600 км                          |                                 |

### Артиллерийское вооружение

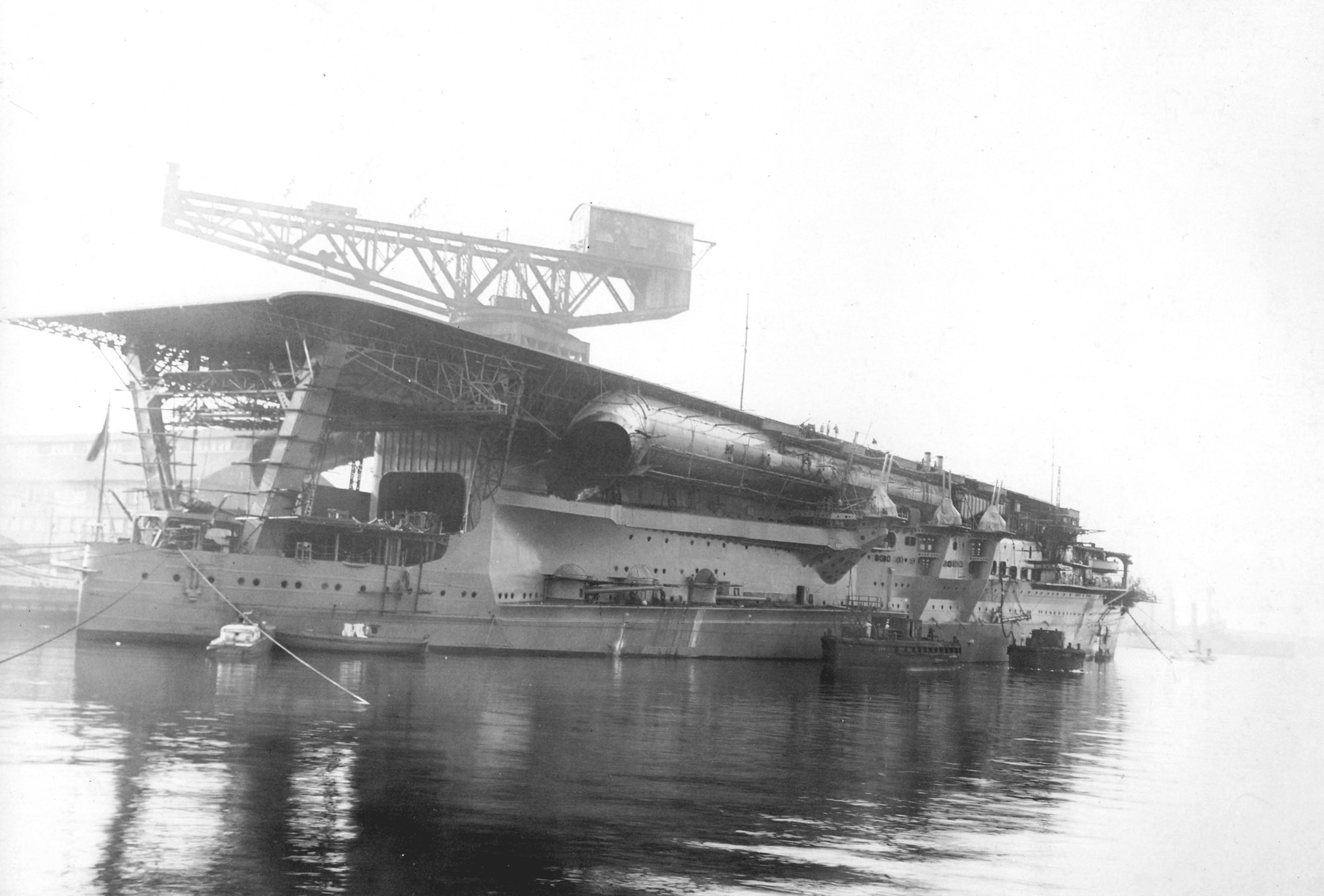
Кормовая часть с казематными АК-3 (1928 г.)
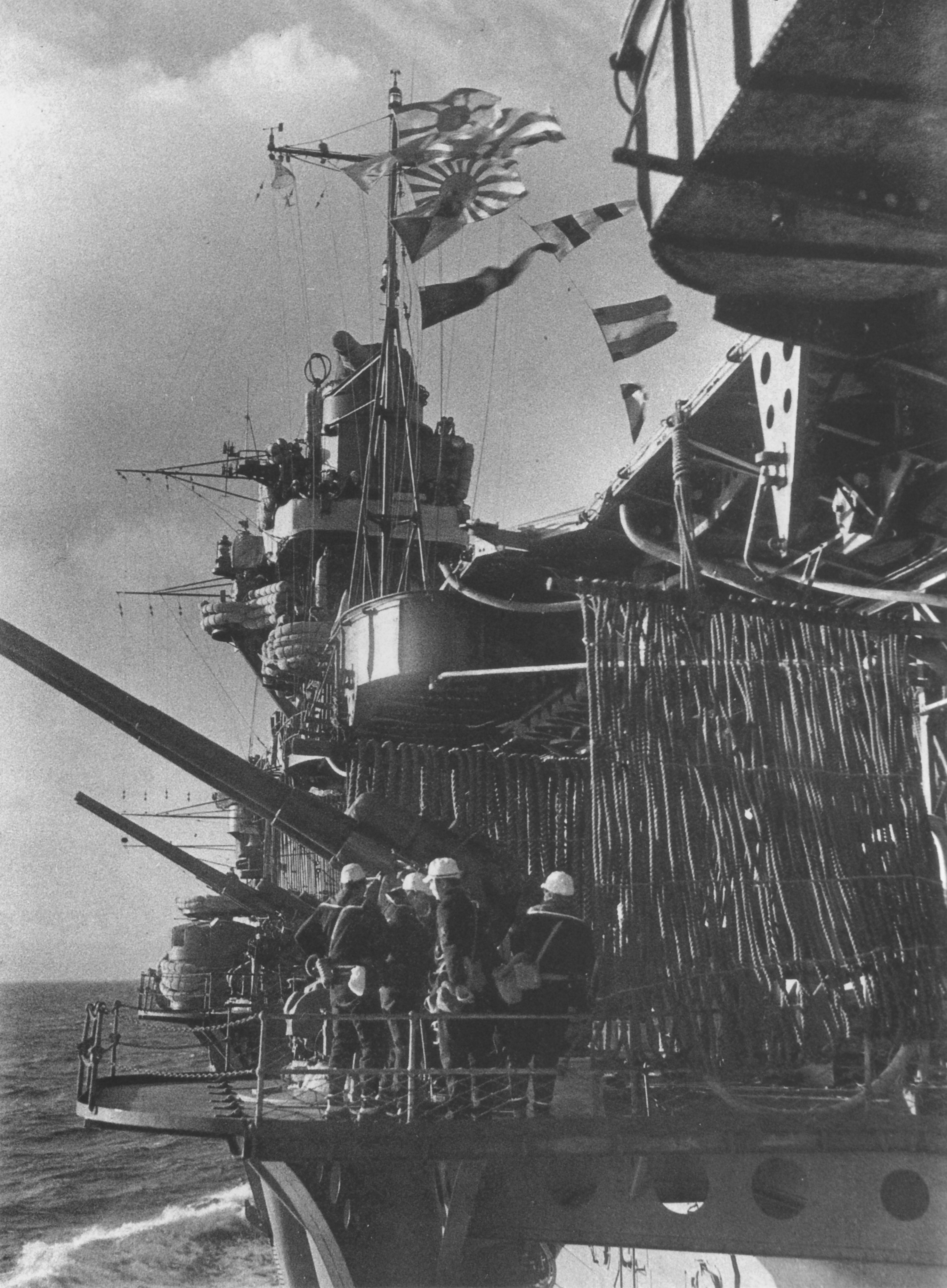
Спонсон АК-10 ПВО (1928 г.)

Планы боевого применения авианосцев Императорской Японии в 1920-х гг. предусматривали участие в генеральном артиллерийском сражении. На переоборудованных из тяжелых кораблей авианосцах сохранялся главный артиллерийский калибр, что ставило их по огневой силе рядом с тяжелыми крейсерами. Считалось, что в артиллерийском бою с авианосцами класса Саратога и Лексингтон корабль будет иметь преимущество по числу орудий, хотя авианосцы ВМС США имели в бортовом залпе 8 ед. 8 дм, а бортовой залп артиллерии АВ Кага ограничивался 5 ед. Корабль имеет общую систему наведения главного калибра и калибра ПВО. Дивизион наведения артБЧ включает имеет КДП-89 (центральный визир ВМЦ-14 и дальномер совмещения ДМ-14 (6 м)) и побортную пару КДП-89 ПВО.
Корабль несет 10 ед. морского артиллерийского комплекса АК-3 8 дм (снаряд 110 кг, начальная скорость 870 м/с, до 6 выстр./мин.). АУ ГК разделены на 6 ед. казематных АУ-A1 в корме и пару башенных АУ-А2 побортно от КП. Максимальный угол возвышения башенных АУ 55-70°, угол перезарядки казематных АУ 5° (невозможно использование в целях ПВО). Бортовой залп ГК включает пару башенных и три казематных ствола. Для целей ПВО на спонсонах ниже полетной палубы корабль несёт 12 ед. универсального морского арткомплекса АК-10 5 дм (спаренные АУ-А2). При максимальном угле возвышения станка 75° досягаемость АК-10 по высоте достигала 10 км (снаряд 110 кг, начальная скорость 830 м/с, скорострельность с автоматом заряжания 8 выстр./мин., боезапас 75 выстрелов).

## История службы
Корабль завершен достройкой в округе Сасэбо до весны 1928 г., в ходе весенних испытаний 1928 г. в связи со штормовыми условиями в авиаБЧ произошло несколько ЧП с посадкой авиации на воду и потерей техники. До осени 1928 г. числился в силах ОВР (резерве округа) и принимал участие в летнем параде в п. Кобэ. В конце 1928 г. пара новейших АВ Акаги-Кага перешла в главную базу ВМС (в/ч Йокосука) для участия в параде ВМС в присутствии Императора. Весной 1930 г. корабль находился на боевой службе в китайских водах (п. Циндао), после возвращения командиром корабля назначен Капитан 1 ранга С. Уно (ранее командир кр. I р. Хагуро). После укомплектования авиаБЧ осенью 1930 г. корабль передан в состав 1-й дивизии авианосцев (ДАВ № 1) (контр-адмирал Т. Като) Соединенного Флота ВМС. С лета 1931 г. корабль назначен флагманом дивизии, командиром корабля переведен капитан 1 ранга Д. Ониси (ранее командир АВ Акаги). С конца 1931 г. корабль передан в завод Главной базы ВМС для среднего ремонта (установка поперечных аэрофинишеров, модернизация систем вентиляции и радиовооружения).

### Первая интервенция в Шанхае (1932 г.)

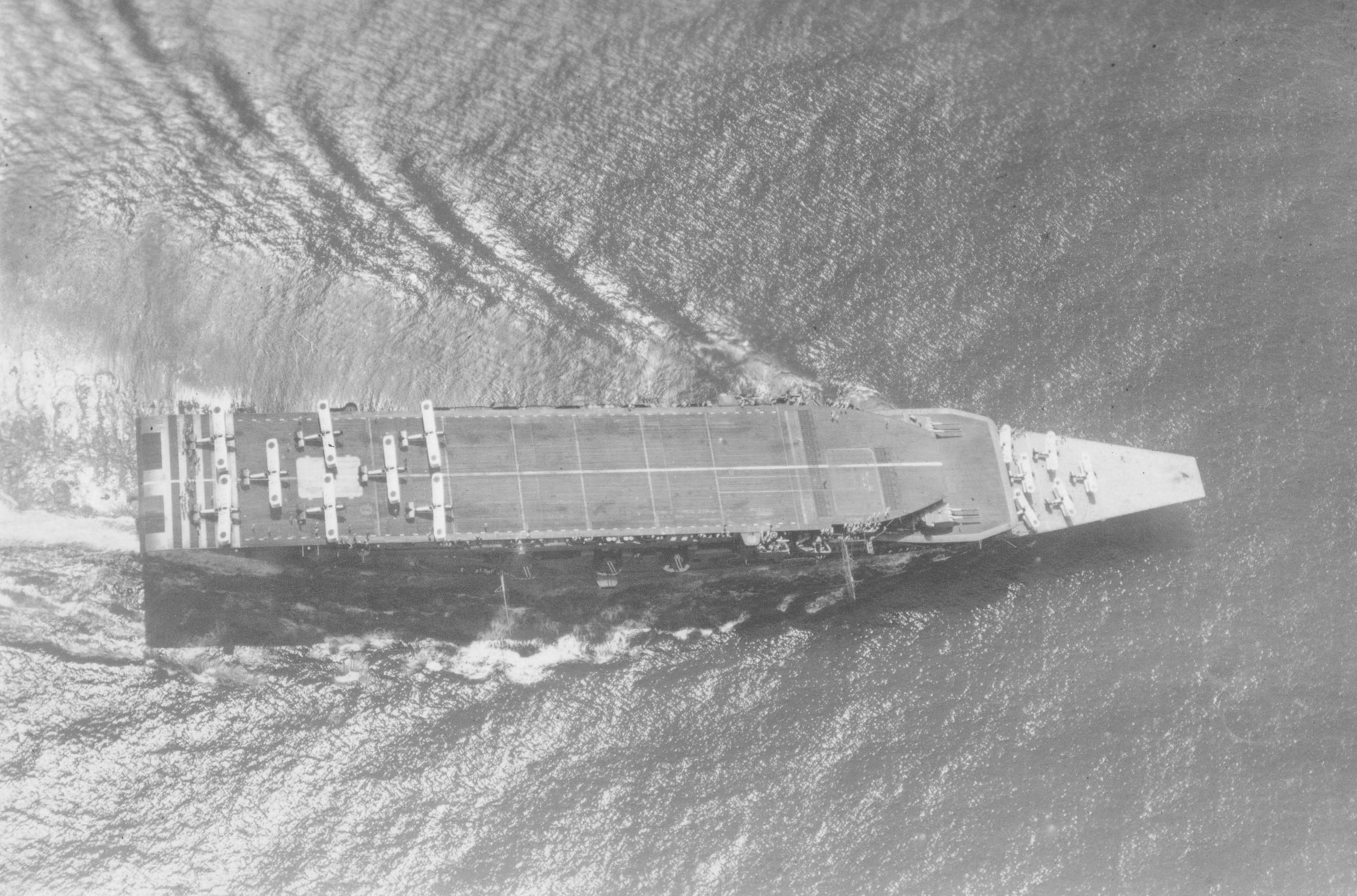
АВ Кага
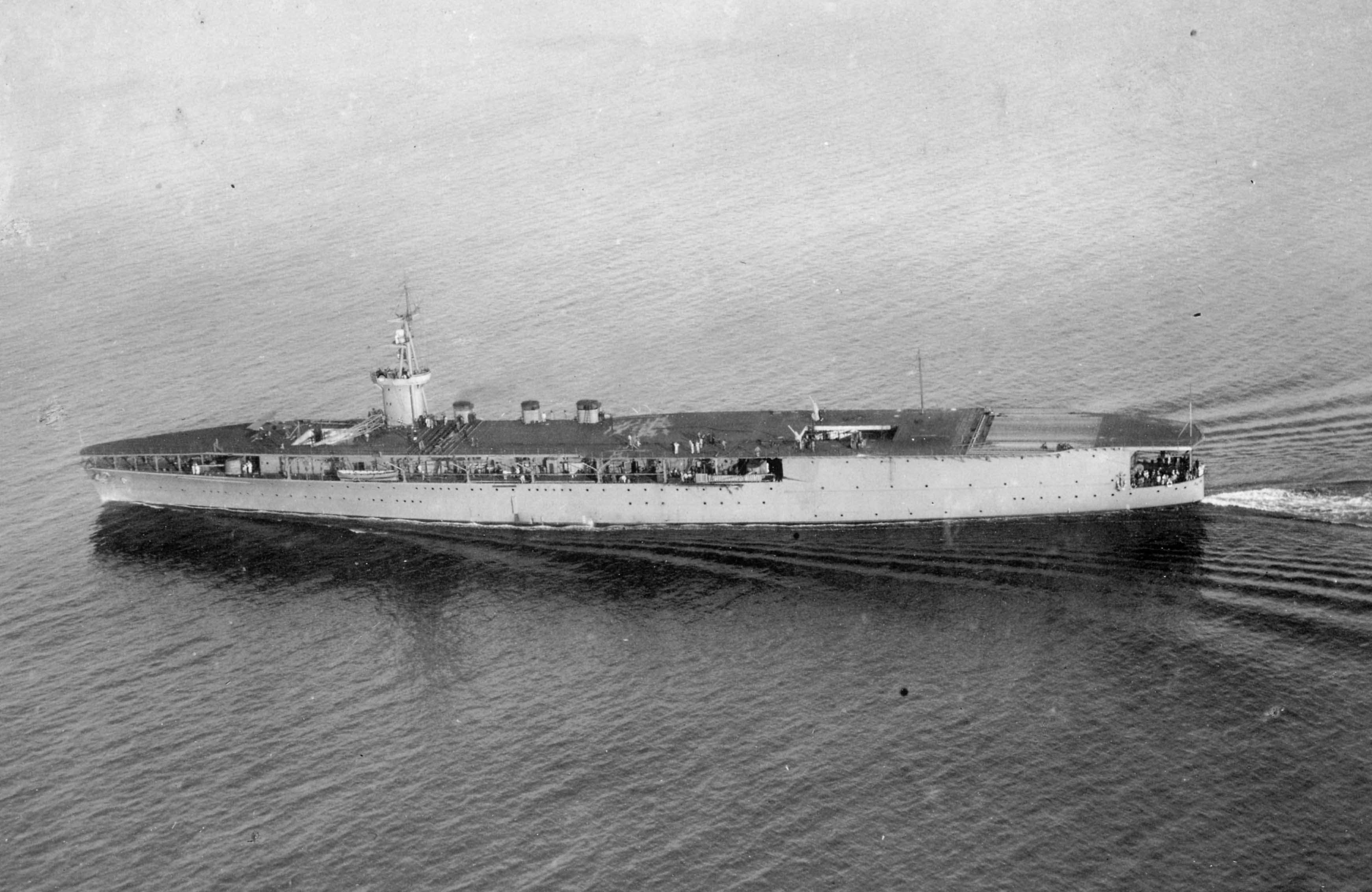
АВ Хосё
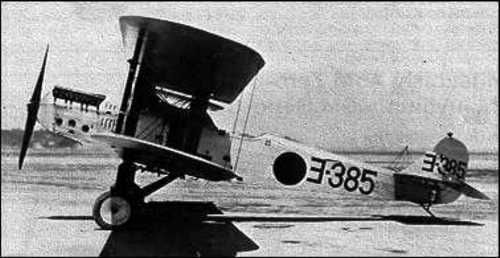
Т-13
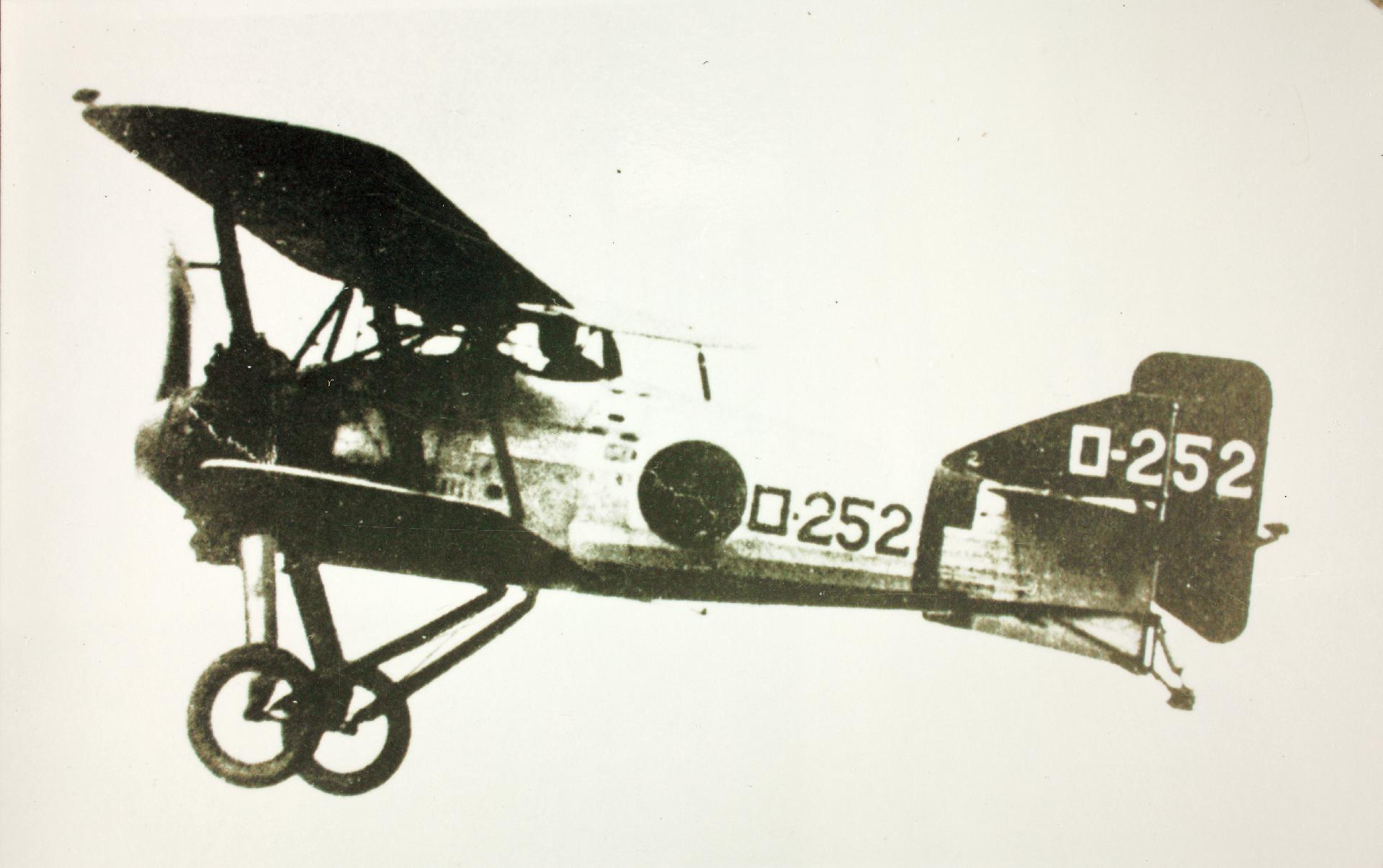
И-3

- Флот № 3 ВМС  (вице-адмирал К. Номура)
  - кр. II р. Идзумо-ПБ Ноторо
  -  ДАВ № 1 ВМС
    - АВ Кага-Хосё
    - ii дэм (4 ед. ЭМ серии Минэкадзэ)

  -  ДКР № 3 (легкая) 
    - лидеры Нака-Абукума-Юра

  - ДЭМ № 1
    - лидер Юбари, xxii-xxiii, xxx дэм

  - Эксп. флотилии № 1-2 ВМС
  - Десантно-штурмовая бригада ВМС Шанхай

Вслед за интервенцией Императорской Японии в Маньчжурии осенью-зимой 1931 г. начало обостряться противостояние с Гоминьданом на юге Китая. Для предотвращения наступления частей Гоминьдана в районе г. Шанхай правительство Императорской Японии приняло решение о включении в состав Флота № 3 ВМС 1-й дивизии авианосцев (ДАВ) в составе АВ Кага и АВ Хосё. Силы ВМС включали Флот № 3 ВМС (вице-адмирал К. Номура) с приданными ДАВ № 1 ВМС, легкой крейсерской дивизией, дивизией эсминцев и экспедиционными флотилиями в Китае.
Боевое применение ДАВ № 1 в ходе интервенции в Шанхае в 1932 г. явилось первым в мире применением авианосных соединений против берегового противника. До этого опыт применения дивизий авианосцев ограничивался стратегическими учениями и отработкой боевых приемов авиации. Несмотря на отсутствие достаточного опыта применения корабельной авиации Главный штаб ВМС посчитал необходимым привлечь единственный тяжелый авианосец к боевым действиям. Применение легкого АВ Хосё было связано с тем, что второй тяжелый АВ Акаги в момент интервенции находился на переоборудовании в резерве округа Сасэбо. Задачей авианосной пары в составе ДАВ № 1 ВМС являлось обеспечение прикрытия ведущих городские бои подразделений десантно-штурмовой бригады ВМС Шанхай. 
Планированием боевого применения ДАВ № 1 занимались оперативные офицеры авиации Флота № 3 и ДАВ № 1 (капитан 2-го ранга Т. Ониси и капитан 3-го ранга К. Араки), непосредственное командование операцией приняли комдив (контр-адмирал Т. Като) и командиры кораблей (капитаны 1-го ранга Д. Ониси на АВ Кага и М. Хориэ на АВ Хосё). Численность авиаБЧ Кага на момент начала боевых действий составляла 44 ед. авиации, в том числе две роты (16 ед.) ИАЭ и три роты (28 ед.) ТАЭ. Все типы авиатехники представляли собой деревянные бипланы 1920 гг. с силовой установкой до 500 л. с. и скоростью до 300 км/ч.

### Первые бои авиации ВМСИмператорской Японии
С 29.1.1932 г. в черте города начались столкновения между батальонами десантно-штурмовой бригады Шанхай и частями 19-й армии Гоминьдана. 30.1.1932 г. АВ Кага подошел в устье р. Янцзы под охранением ЭМ Савакадзэ, куда через день прибыл АВ Хосё. 31.1.1932 г. был сделан первый вылет на разведку позиций 19-й армии Гоминьдана. Вылет включал роту ТАЭ Кага под прикрытием роты ИАЭ. Первый вылет был горячо воспринят подданными Императорской Японии и международной диаспорой Шанхая, которые видели в них защиту от наступления сил Гоминьдана. 3.2. 1932 г. для налета на позиции Гоминьдана дивизия подняла тройку ТАЭ Кага под прикрытием усиленной роты ИАЭ. Штурмовка не дала результатов из-за сильной ПВО, роты потерь не понесли. 4.2. 1932 г. тройка ИАЭ Кага прикрывала вылет тройки КОР-14 ПБ Ноторо. В тот же день рота ТАЭ Кага провела штурмовку артиллерийских позиций Гоминьдана в городском районе, что явилось первым в мире боевым применением корабельной авиации. 5.2.1932 г. в районе железнодорожного вокзала Шанхая шестерка ИА и четверка торпедоносцев была перехвачена четвёркой разведчиков ВВС Гоминьдана, один торпедоносец был сбит огнем ПВО (первая боевая потеря авиаБЧ Кага). В тот же день пара ТАЭ и тройка ИАЭ Хосё (капитан-лейтенанты Т. Хирабаяси и С. Токоро) были обстреляны над городом ПВО Гоминьдана. Истребительная тройка атаковала позицию ПВО, но попала под удар подошедшей со стороны Нанкина тройки ИА Гоминьдана. Стороны потерь не понесли, но один из летчиков Гоминьдана был ранен и ушел на вынужденную. В первые　дни конфликта штурмовые роты ВМС захватили городской военный аэродром Кунда, куда c 9.2.1932 г.были переброшены роты корабельной авиации. Во второй половине февраля ДАВ № 1 начала активную работу с захваченных наземных аэродромов.

### Первая воздушная победаИмператорской Японии(22 февраля 1932 г.)

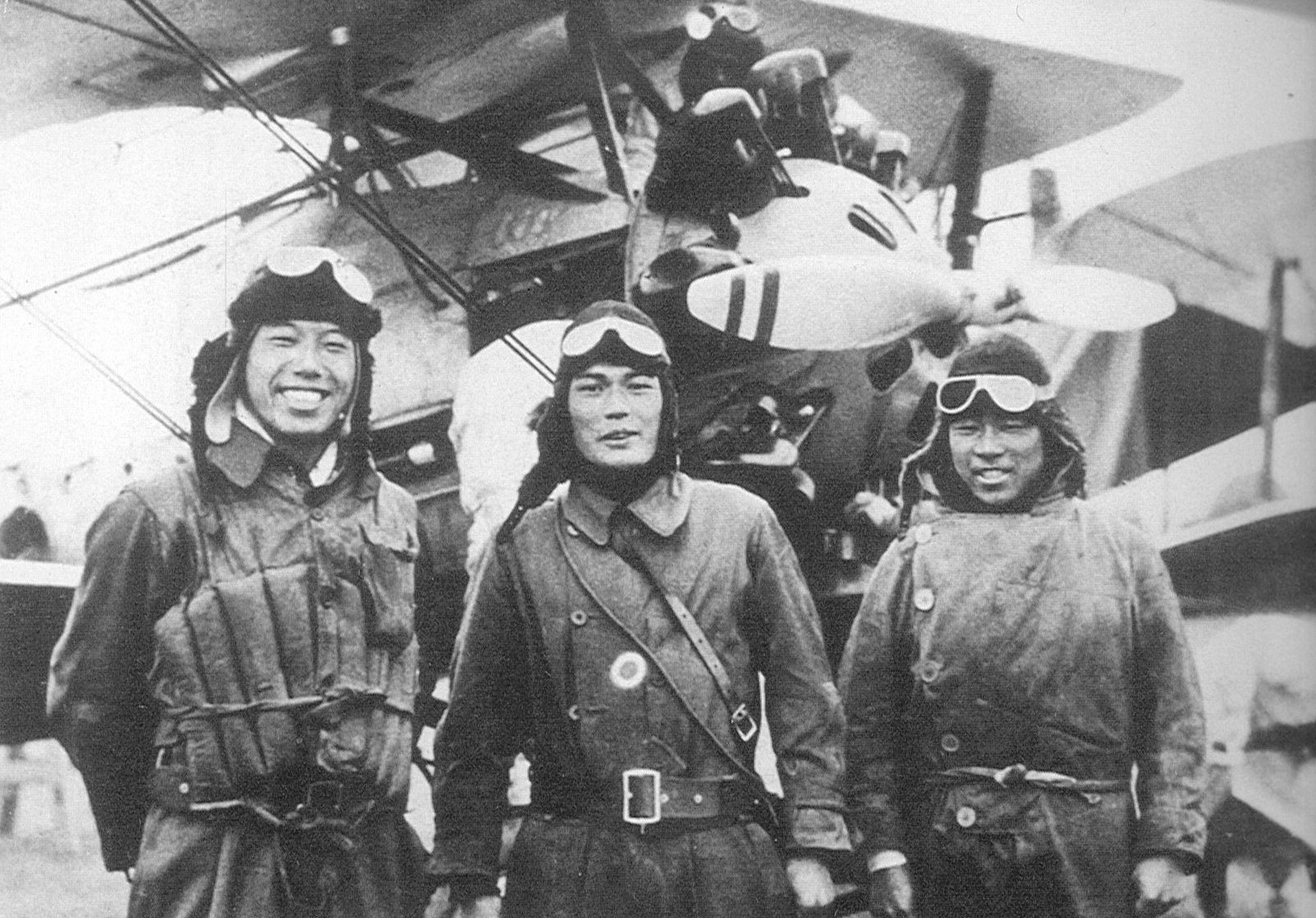
К-н-л-т Н. Икута, старшины К. Куройва и К. Муто после боя
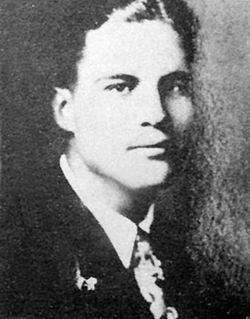
Ст. лейтенант Сухопутных войск США Р. Шорт
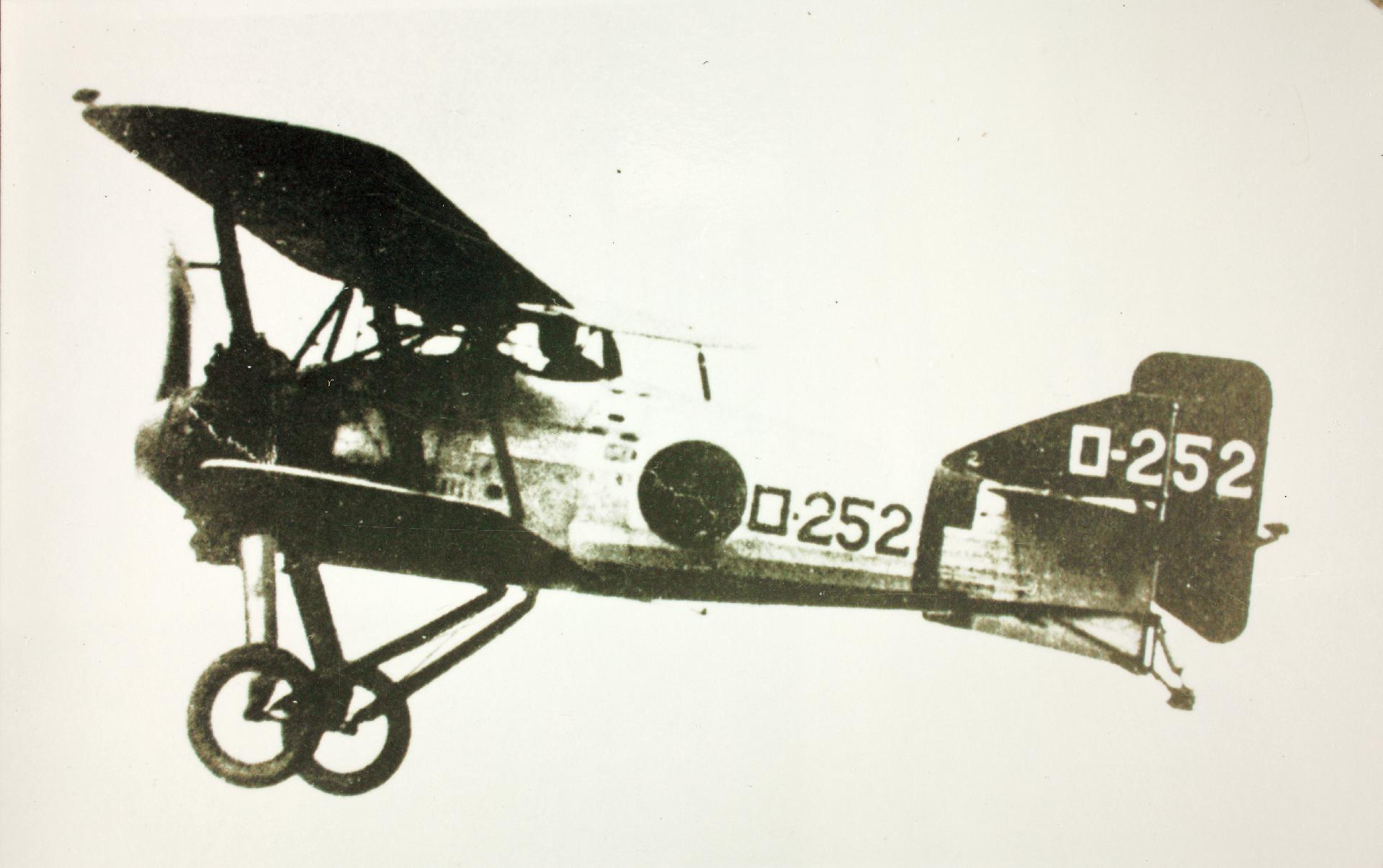
Истребитель И-3
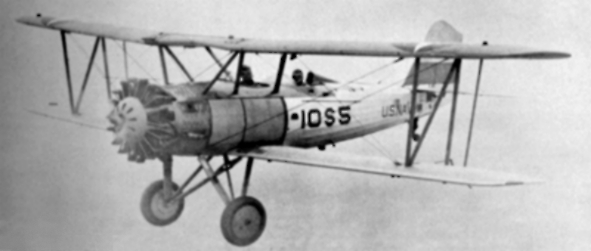
Истребитель P-12 ВВС Гоминьдана

19.2.1932 г. тройка ИАЭ Хосё (капитан-лейтенант С. Токоро) перехватила над аэродромом Сучжоу одиночный биплан P-12 (советник ВВС Гоминьдана ст. лейтенант Сухопутных войск США Р. Шорт), который, благодаря высокой технике пилотирования, ушел из-под удара. 22.2.1932 г. тройка ТАЭ и тройка ИАЭ Кага (капитан-лейтенанты С. Котани и Н. Икута) вновь столкнулись с Р. Шортом над аэродромом Сучжоу. Р. Шорт атаковал ведущий Т-13 пулеметным огнем по кабине, капитан-лейтенант С. Котани погиб в воздухе, летнаб С. Сасаки получил ранение в грудь. Уходя вверх от атаки истребителей (старшина К. Муто), Р. Шорт был с дистанции 200 м атакован оставшейся парой (капитан-лейтенант Н. Икута и старшина К. Куройва). В ходе двухминутного маневренного боя машина Р. Шорта загорелась, вошла в сваливание и рухнула в районе о. Тайху. Несмотря на гибель экипажа С. Котани, день 22 февраля стал днем первой воздушной победы Императорской Японии.

### Бои в районе Ханчжоу
25.2. 1932 г. авиация ДАВ № 1 с военного аэродрома Кунда была возвращена на корабли для проведения обслуживания и ремонта техники. 26.2. 1932 г. штаб дивизии отдал приказ следующего содержания:
Силам дивизии уничтожить силы 5-й ИАЭ Гоминьдана на военном аэродроме Ханчжоу. При налете соблюдать меры безопасности во избежания удара по жилым кварталам и гражданскому населению города.
Для вылета к Ханчжоу на рассвете 26.2.1932 г. дивизия подняла роту ТАЭ Кага (капитан-лейтенант С. Одавара) под прикрытием шестерки ИАЭ Хосё (капитан-лейтенант С. Токоро). После взлета и сбора в воздухе группы вышли к цели к семи часам утра. Обнаружив на аэродроме Ханчжоу запаркованную пятерку 5-й ИАЭ Гоминьдана, торпедоносная рота нанесла по стоянкам удар ОФАБ-60. Над ангарами одна машина получила с земли попадание в радиатор и ушла на вынужденную в море. Одна машина Гоминьдана смогла взлететь, но была сбита и взорвалась на вынужденной. В месте падения находилась замаскированная площадка 5-й ИАЭ Гоминьдана (более двадцати машин)., откуда была поднята пара, которая была сбита на взлете. По возвращении ударных групп на корабли, к аэродрому Гоминьдана Ханчжоу вылетела еще одна группа ДАВ № 1, но 5-я ИАЭ Гоминьдана была уже выведена в тыл.
Удары по аэродрому Ханчжоу стали моментом наиболее интенсивных боев 1932 г. Летчиками Императорской Японии были сбиты 12 машин, и до десяти сожжены на земле. Рота капитан-лейтенанта С. Одавара была отмечена благодарностью командующего Флотом № 3:
При ударе по противнику на аэродроме Ханчжоу 26.2. 1932 г. группа капитан-лейтенанта Одавара завоевала господство в воздухе, уничтожив пару противника и вытеснив его за оперативный периметр. Командование и штаб флота выражают благодарность и отмечают достойное ведение и отличные результаты боя.
В начале марта окружение 19-й армии Гоминьдана привело к подписанию перемирия, ДАВ № 1 была выведена в воды метрополии. После капитана 1-го ранга Д. Ониси с осени 1932 г. в командование кораблем вступил капитан 1 ранга С. Окада (командир крейсера Иватэ), которого через месяц сменил капитан 1 ранга Г. Хара (старпом АВ Рюдзё).

## Модернизация второго поколения

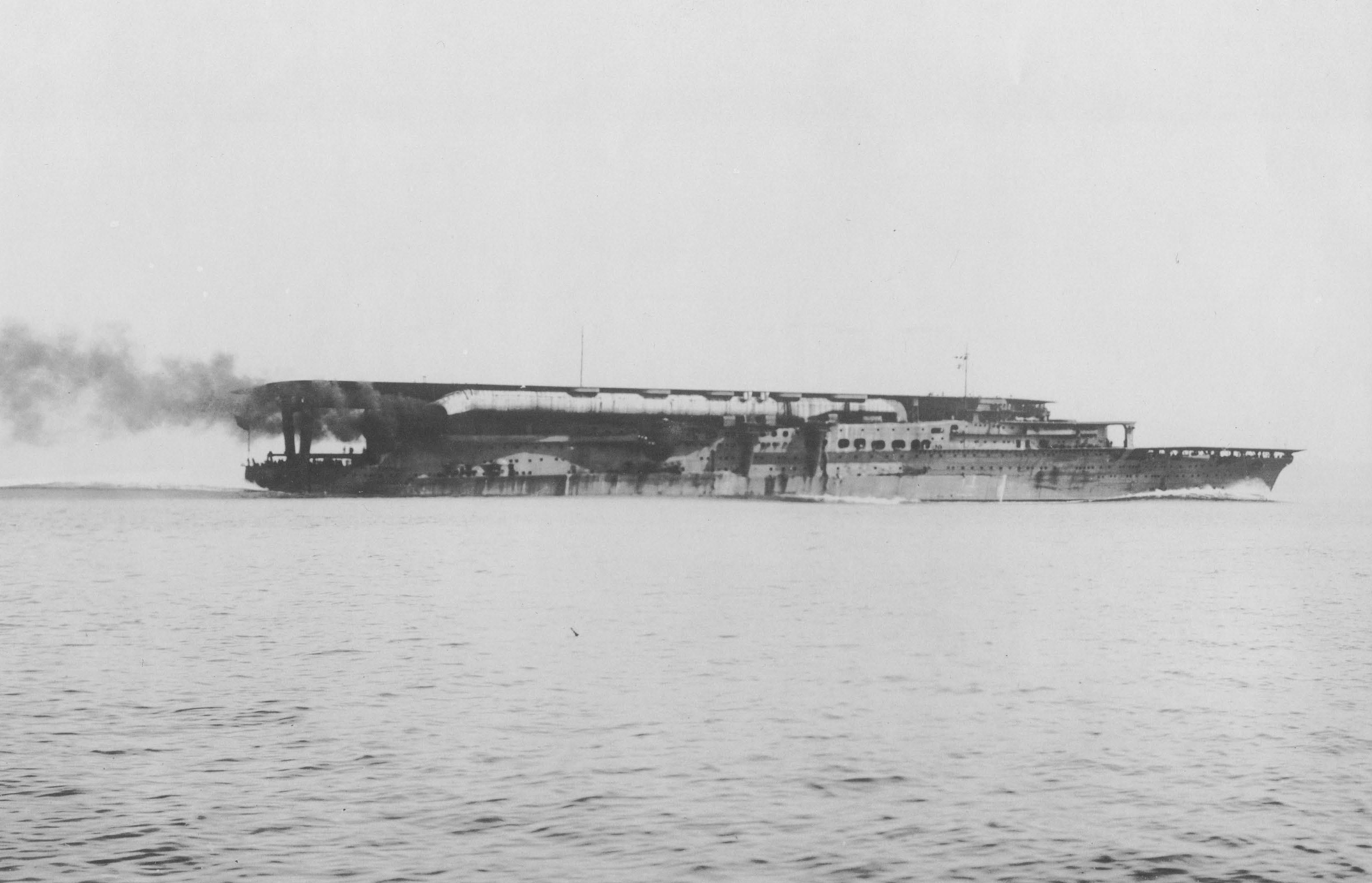
Общий вид первоначальной компоновки (1930 год)
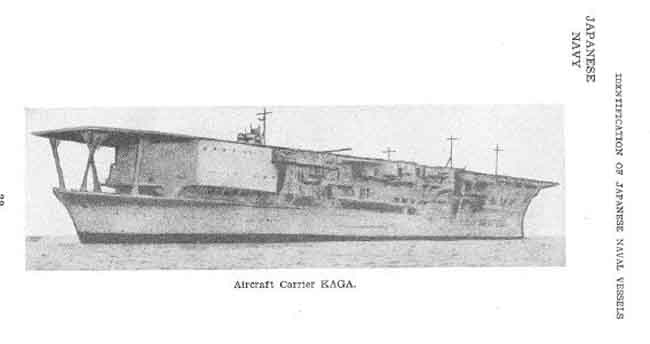
Общий вид АВ Кага второго поколения (1940 г.)
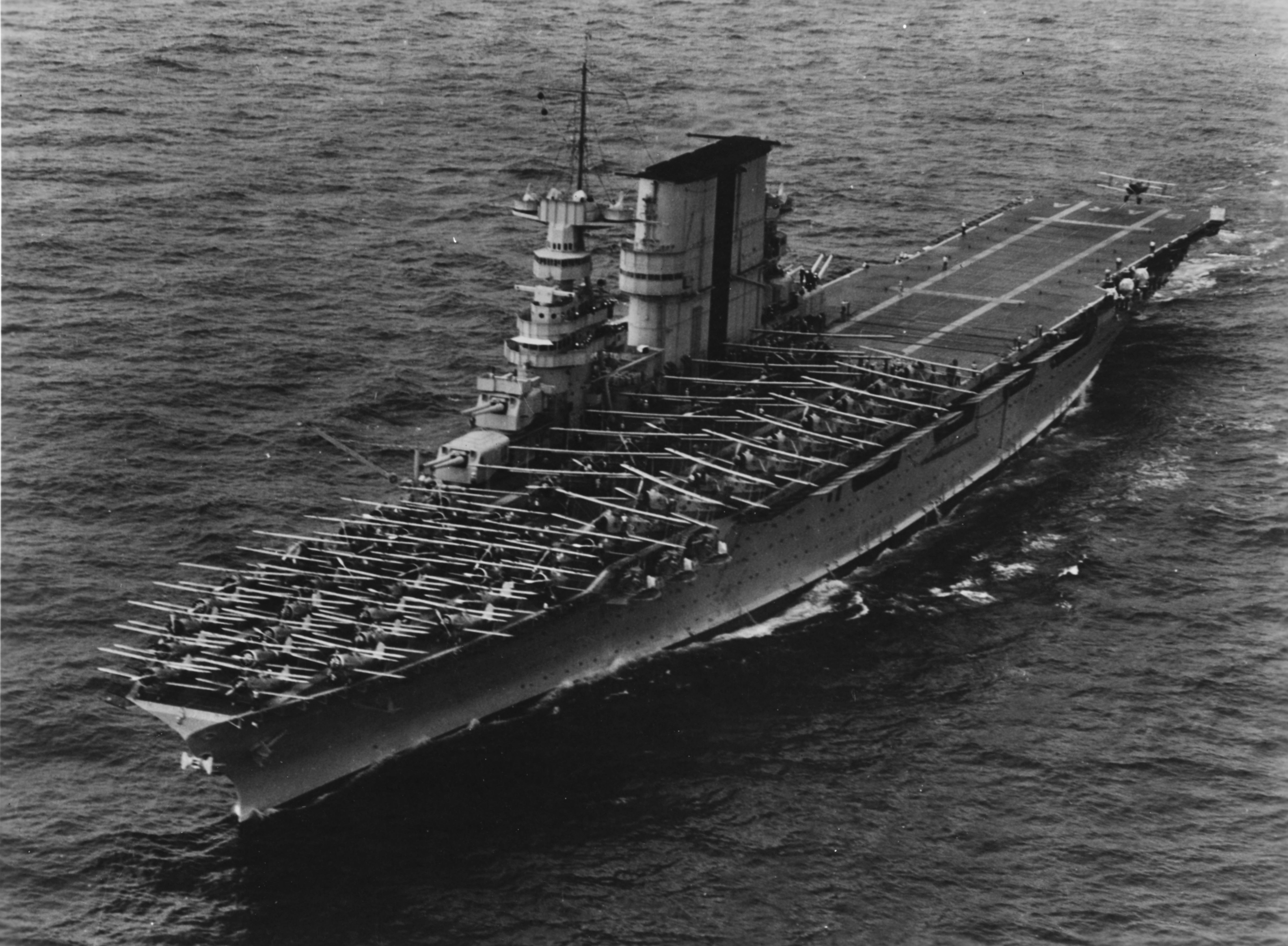
АВ проекта Лексингтон США

Основной целью переоборудования тяжелой авианосной пары «Кага»-«Акаги» явилась необходимость быстрого получения в строю ВМС гладкопалубных авианосцев второго поколения, способных эксплуатировать поступавшие на вооружение авиации 1930 гг. скоростные монопланы и получить в своем составе тяжелый авианосец, примерно равный по проекту новейшему АВ проекта Лексингтон. Кроме удлинения кормовой части и монтажа единой полетной палубы, перестройка включала частичную замену ГЭУ и перепроектирования системы дымосброса для повышения ходовых качеств. Полностью была пересмотрена артиллерийская схема с демонтажем башенных артустановок и установкой спонсонного ГК ПВО и скорострельной МЗА образца 1930-х годов. Из-за малого запаса остойчивости было принято решение не менять конструкцию корпуса, ограничившись наращиванием полетной палубы в нос и монтажом единой трубы дымосброса. Беспокойство вызывала большая парусность корпуса при малой остойчивости, важность которой стала очевидной после штормового оверкиля миноносца Томодзуру (1934 г.).

### Итоги модернизации
В связи с большим объёмом требуемых работ на линкорном корпусе авианосец Кага передан в корабельный резерв в конце 1933 г. и летом 1934 г. первым вышел на двухлетнюю модернизацию. Корабль введен в док кораблестроительного завода ВМС (округ Сасэбо) до осени 1936 г.. После замены кормовой пары лицензионных турбин Кавасаки-Кёртис (обр. 1896 г.) турбинными группами проекта ГУК ВМС 1920-х гг. прирост мощности составил 35 тыс. л. с., однако приросту хода мешало увеличение длины и массы корпуса. Полный ход корабля (до 28 уз.) оставался наиболее низким в Императорской Японии, вызывая опасения по ограничению боевой подвижности авианосных соединений. Летом 1936 г. корабль передан в состав ДАВ № 1 Флота № 1 ВМС, став крупнейшим по водоизмещению довоенным авианосцем Императорской Японии (до АВ Синано). Зимой 1938—1939 гг. вновь прошел малую модернизацию с увеличением площади ангаров и полетной палубы, доработками ГКП и аэрофинишеров.

### Корпус
Корпус линкорный проекта Тоса с меньшими показателями хода, чем у линейных крейсеров проекта Амаги с полным водоизмещением второго поколения до 42 тыс.т. Корпус сварной стальной гладкопалубный из кремнемарганцовой стали Колвилла (высокопрочная, 0,3 % углерода, 1,5 % марганца) с двойным дном, по некоторым шпангоутам укреплен клепкой. Обшивка из конструкционной стали повышенного сопротивления выполняет роль противоосколочного бронирования. Верхнюю часть корпуса над бронепалубой полностью занимают отделения ангары авиации. Под бронепалубой в центральной части расположены — отсеки ГЭУ и паропроизводительной установки, в носовой и кормовой — боезапас и бензохранилища.
Корпус имеет шесть палуб и две платформы:
- полётная
- зенитная
- 1-я верхняя
- 2-я верхняя
- средняя
- нижняя
- нижняя платформа
- трюмная платформа

Верхняя палуба выполнена из утолщённых листов с усилением дымоходных вырезов.
Благодаря большому водоизмещению линкорного корпуса, принятый на легких авианосцах гироуспокоитель качки не применялся. С удлинением носовой оконечности на 10 м, общая длина корпуса составляет 248 м. Для улучшения остойчивости и противоторпедной защиты корпус оборудован бортовыми булями при общей ширине до 32,5 м. С демонтажом носовых взлетных площадок спроектирована островная надстройка с круговым обзором.
По остойчивости линкорный корпус с булями удовлетворяет требованиям:
- при затоплении небронированных отсеков без опрокидывания забронированный надводный объём должен составить более 25 %;
- при затоплении отсеков одного борта и оконечностей корабль должен сохранять положительную метацентрическую высоту.

Служившие на корабле в сравнении с другими проектами, имевшими в основе крейсерские обводы, отмечали чрезвычайно высокую устойчивость широкого линкорного корпуса на волне и легкость палубных работ благодаря высокому борту (почти 22 м над водой). В северной части Тихого океана при выходе на операцию Гавайи максимальный отмеченный диапазон штормовой качки составлял 3° (11° у АВ Хирю и до 20° у АВ Сёкаку). Бывали случаи, когда команда трюмных отсеков из-за отсутствия качки не замечала выхода корабля со стоянки в море. Несмотря на удлинение кормовой оконечности, рост скорости при обводах линкора составил не более 2 уз. (до 28 уз.). ГУК ВМС планировало прирост скорости до уровня быстроходного корпуса АВ Акаги (30 уз.), но линкорный корпус оставался менее скоростным из-за прироста водоизмещения (39 тыс. т) и наличия булей. Известно, что во время подготовки наступательной операции Гавайи для поднятия тяжелой авиации корабль кратковременно развивал скорость до 30 уз.

#### Броневая и конструктивная защита
Как и на других авианосных проектах Императорской Японии ферменная полетная палуба не защищает корпус от прямых попаданий авиабобмб. Боезапас, бензохранилища и жизненно важные элементы находятся за поясом из цементированной хромоникелевой бронестали Виккерс (15 см на 2/3 линкорного корпуса, прикрытие ГЭУ и бензохранилищ от попаданий 5 дм). Бензохранилища прикрыты бронекоробом из бронепояса, бронепалубы и двойного бронеднища, боезапас — поясом-переборкой из бронестали Виккерс и второй нижней бронепалубой. Толщина бронепалуб с вырезами под дымоходы и бронеколосники до 5 см (в зависимости от участка). Бронезащиту имеют румпельные отделения и отделения рулевых машин, толщина неизвестна. Подводная защита ГЭУ состоит из двойного борта с отгораживавшей мазутную цистерну переборкой марганцевистой стали.

#### Противопожарная защита
В стремлении облегчить ангарное обслуживание ЛА проектировщики достаточно компактно расположили бензоколонки и пункты подвески вооружения в верхнем ангаре ударной авиации. Несмотря на принудительную вентиляцию, замкнутый объём с ВВ и парами бензина имел постоянную угрозу объемного взрыва. Доступными для обслуживания, но потенциально пожароопасными были включенные в конструкцию бензохранилища и бензопроводы. При гидроударах и трещинах корпуса герметичность бензохранилищ нарушалась, допуская распространение по кораблю паров бензина. На первом этапе войны ВМС Императорской Японии не встречали серьёзного сопротивления, и общая пожароопасность авианосных проектов явно не проявлялась. По результатам авианалетов у арх. Филиппин и ат. Мидуэй стало ясно, что корабли могут погибнуть от одновременного попадания 2-3 авиабомб среднего калибра.

### Энергетическая установка

#### Турбинная установка
После модернизации корабль несет 4 ед. турбинных групп (127 тыс. л. с. при ходе 28 уз.) в четырёх водонепроницаемых отсеках. Передняя пара турбинных групп Кавасаки-Кёртис образца 1896 г. приводит в движение внешнюю пару главных гребных валов, кормовая пара проекта ГУК ВМС образца 1924 г.  (яп.  Кампонсики дзёкикикан) — внутреннюю пару главных гребных валов. Каждый гребной вал приводит в движение трехлопастный гребной винт из литой бронзы диаметром 4,4 м.
Турбинная группа (три ротора переднего хода и пара реверсных) включает цилиндры высокого, среднего и низкого давления (ЦВД-ЦСД-ЦНД) и обеспечивает вращение одного вала на полном и экономическом (крейсерском) ходу. Турбинная группа проекта ГУК ВМС имеет активные роторы (ротор высокого давления однопоточный, остальные двухпоточные) с литыми валами и коваными лопатками нерж. стали ВМС № 2  (яп.  кайгун оцу тэппан). Применение активных роторов снижает экономичность расхода пара при большей долговечности турбины. Частота вращения турбинного вала 1,8 и 2,3 тыс. об/мин (ЦНД/ЦВД и ЦСД).
Главный редуктор геликоидный, центральная шестерня приводится от ведущих шестерней трех цилиндров). Корпус ЦНД имеет реверсный ротор (10 тыс. л. с.) и ротор экономхода (до 8 тыс. об/мин, 16 тыс. л. с. или 22 тыс. л. с. с наддувом). Передаточные числа на главном валу для полного хода 6,74-7,68, для экономхода 4,11-8,25. Дублированные вспомогательные механизмы ГТЗА (циркуляционные, конденсатные и масляные насосы) с паросиловым турбоприводом.

#### Паропроизводительная установка

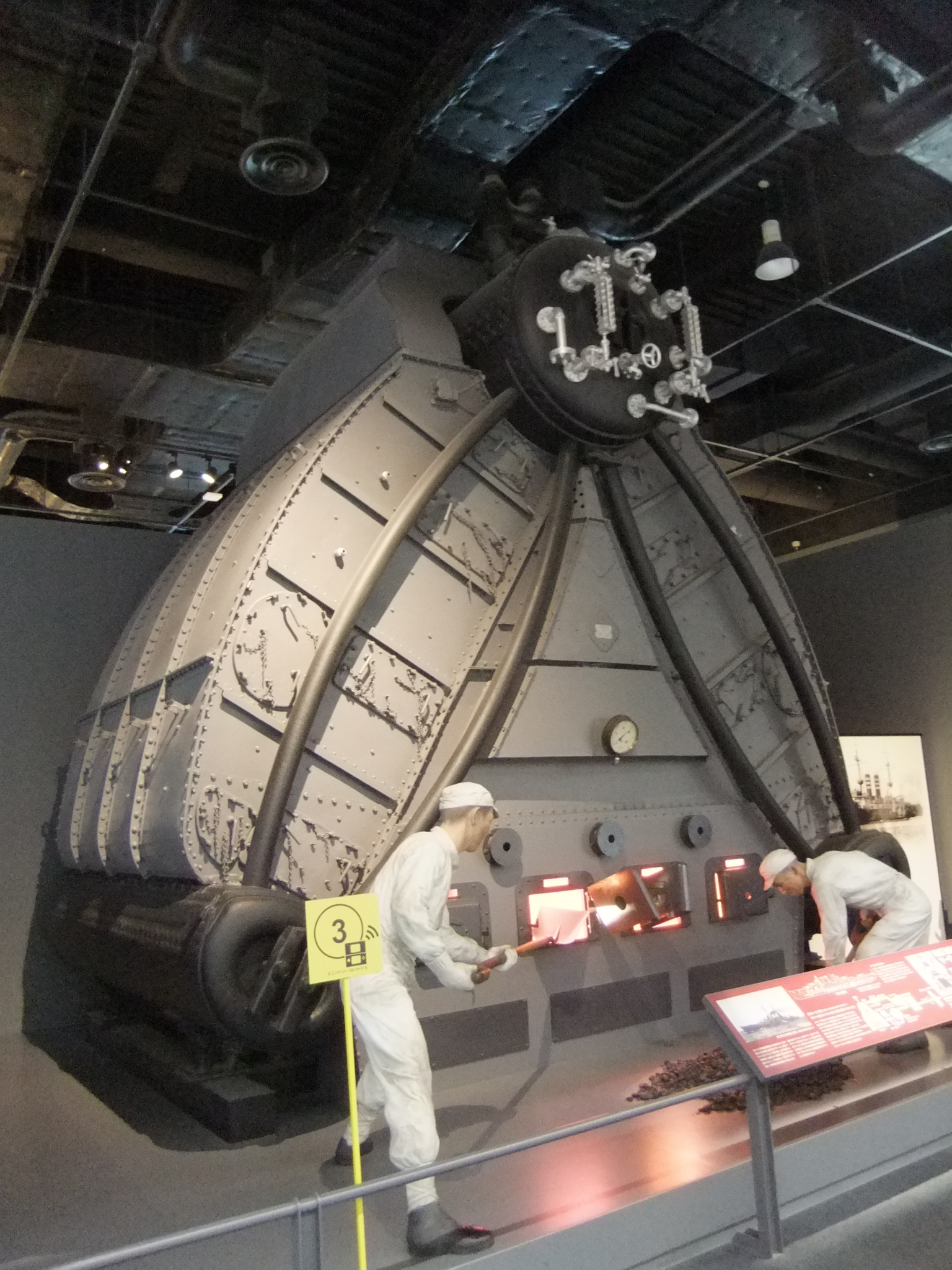
Общий вид треугольного котла ГУК-2

Выработку перегретого пара для турбинной установки и вспомогательных приводов обеспечивают 8 ед. главных паровых котлов ГУК-2 проекта ГУК ВМС 1914 г.  (яп.  Кампон рогата дзёкикан) в автономных водонепроницаемых отсеках с двойным комплектом вспомогательных турбомеханизмов (котельных вентиляторов, питательных и нефтяных насосов).
Главный паровой котел ГУК-2 мазутный пятифорсуночный, водотрубный, треугольного типа:
- длина 3,5 м, ширина 4,3 м и высота 3,8 м
- рабочее давление пара 30 атм  при температуре 350 °C
- паропроизводительность на испытаниях 103 т/час
- поверхность нагрева 1,3 тыс. м² (5 тыс. водогрейных трубок)
- два нижних круглых водоколлектора (0,6 м)
- верхний пароколлектор (1,2 м)
- пароперегреватель (поверхность нагрева 300 м²).

Отработанный пар турбинной группы конденсируется однопоточным главным конденсатором с площадью теплового обмена 5,5 тыс. м². Корпус главного конденсатора смонтирован непосредственно под корпусом ЦНД (по одному на турбинную группу). Дистиллированная вода подается в котел при температуре свыше 100 °С при помощи отработанного пара от насосов и турбовентиляторов. Запас питательной воды пополняется испарителями котельных отделений.

#### Запас топлива
Линкорный корпус имел преимущества перед последующими проектами по дальности хода и запасу топлива, что сыграло роль при планировании наступательной операции Гавайи. Полный запас корабельного мазута 8,2 тыс. т, дальность хода до 8 тыс. миль (16 уз.). . ёмкость бензохранилищ 0,5 тыс. т (на 0,1 тыс. т больше, чем у кораблей типа «Лексингтон»).

### Командный пункт корабля
Четырёхпалубный башенный КП по правому борту опирается на линкорный корпус ниже уровня полетной палубы. Узкий КП уменьшает вероятность аварийного столкновения с испытывающий на посадке левую валежку от винта самолётом и минимизирует аэродинамические помехи на полетной палубе. С ростом численности экипажа и присутствием на борту флагмана штаба дивизии малая площадь КП считалась недостатком. КП имеет боевые посты: авиаБЧ и ВНОС, штурманской и артБЧ, БЧ связи, штабные помещения и каюты. На стене КП на уровне летной палубы имеется доска оперативных приказов авиаБЧ. За КП находится треногая мачта сигнальных флагов, на надстройке имелись сигнальные прожекторы.
| Палуба | БЧ                       | Носовая часть                                | Кормовая часть                               |
| ------ | ------------------------ | -------------------------------------------- | -------------------------------------------- |
| 4-я    | артБЧ                    | посты ВНОС                                   | Дальномер антенны прожектор                  |
| 3-я    | Штурманская              | Рулевая рубка, посты ВНОС и связи, прожектор | Рулевая рубка, посты ВНОС и связи, прожектор |
| 2-я    | Штурманская/ Авиационная | Рулевая рубка Радиопеленгаторы               | КП аиаБЧ                                     |
| 1-я    | Штурманская/ Авиационная | Штурманская рубка Радиотелефоны              | Доска приказов авиаБЧ                        |

### Обеспечение полетов

#### Полётная палуба
Полетная палуба оборудована
- подъёмниками
- ветрозащитными щитами
- спасательными сетями
- аэрофинишеры
- барьерами
- релингами
- техплощадками
- заправочными колонками
- указателем ветра
- прожекторами
- навигационными огнями
- противопожарным оборудованием
- разметкой.

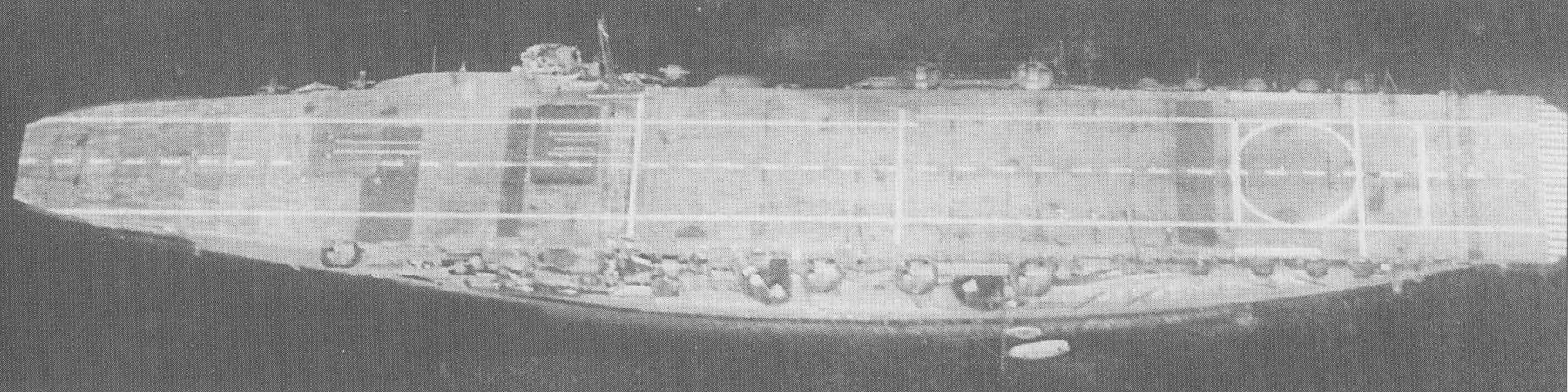
Общий вид единой полетной палубы (1938 г.)

Палуба длиной 248 м и шириной 29 м нарощена на пиллерсах до носовой оконечности, ликвидирован носовой уклон, носовые площадки демонтированы. Пространственная конструкция палубы из семи состыкованных ангарных перекрытий с технологическими желобами, прикрытыми металлическими полосами. Сегмент сетчатый из карлингсов и бимсов с металлическим и деревянным (кроме двух крайних сегментов) настилом. Конструкция палубы исключена из прочностной схемы корпуса, обеспечивая экономию веса. Палуба площадью 7,5 тыс. м² (на 500 м² больше палубы АВ Акаги и на 700 м² АВ проекта Сёкаку). Кроме устойчивости в море, летчики отмечали облегчавшую посадку широкую (до 30 м) палубу и малую турбулентность воздуха над ней. Ощущение большой свободы на палубе корабля отмечали и офицеры тяжелого АВ Хирю, ширина палубы которого была ненамного меньше (27 м).

### Посадочное оборудование

#### Аэрофинишеры
Для обеспечения укороченной посадки всех типов авиатехники корабль имеет 9 ед. поперечных индукционных аэрофинишеров Курэ-4 с торможением от барабанов трюмной электрогенераторной системы.
- кормовая группа для штатной посадки с кормы корабля (7 ед. аэрофинишеров Курэ-4)
- носовая группа для аварийной/боевой посадки с носа корабля (2 ед. аэрофинишеров Курэ-4)

Индукционный аэрофинишер Курэ-4 1938 г.  (яп.  Курэсики ёнгата тяккан сэйдосоти) разработки цеха авиационного оборудования округа ВМС Курэ имеет характеристики:
- цикл посадки 60 сек. (время натяга 12 сек.)
- длина тормозного пути 40 м
- максимальная посадочная скорость 29 м/сек. (107 км/ч, 57 уз.)
- максимальная скорость торможения 30 м/сек. (-2G)
- максимальная масса принимаемого ЛА 4 т

При приеме ЛА линия тросов поднимается на высоту 35 см над палубой с постов управления на техплощадках по краям палубы. В отличие от полиспастно-гидравлического финишера АФ-3 1943 г. (начиная с АВ Тайхо) электромагнитный финишер Курэ-4 не мог обеспечить базирование новейших многоцелевых машин Тяньшань и Метеор.

#### Аварийные барьеры
В центральной части палубы у конца посадочной зоны находились три тросовых полиспастно-гидравлических барьера Курэ-3. Барьер представлял собой две стойки с тремя натянутыми стальными тросами (высота основного среднего 2,5 м), поднимающихся с помощью гидропривода. В нос на границе посадочной палубной зоны расположен последний барьер упрощённой конструкции с одним тросом При удержании аварийного ЛА сетка барьера смещается вперед на 12 м и тормозится усилияем трюмных гидроцилиндров.
В нос от посадочной зоны за носовым однотросовым барьером расположена носовая парковочная зона, для защиты самолётов от ветрового напора прикрываемая с носа палубным ветрозащитным щитом из 6 ед. перфорированных стальных сегментов. При организации полётов складываемые в нос сегменты убираются в специальные пазы полетной палубы гидравлическими приводами.

#### Авиакатапульта
При модернизации 1934—1936 гг. специалистами завода округа Сасэбо производились работы по монтажу в носовой оконечности пневмокатапульты Курэ-1  (яп.  Курэсики итигата хассяки). В 1942 г. в округе Сасэбо (в/ч Нагасаки) производились эксперименты по катапультному старту авиации. Мощность пневмоцилиндров была признана недостаточной для тяжелой торпедоносной авиации, катапульта была демонтирована. Отсутствие необходимости в катапультном старте определялось и тем, что длина полетной палубы всех тяжелых проектов авианосцев обеспечивала взлет поршневой авиации свободным разбегом.

### Ангары и ТЭЧ корабля

#### Ангары авиации
Надстроечные самолётные ангары закрытые двухъярусные. Высота одного яруса составляет два палубных уровня. Нижние ярусы включены в линкорный корпус, верхние представляют коробчатый сегмент надстройки. Все ярусы оснащены системой вентиляции, пожаротушения и подъемниками. Нумерация ангаров от носовой оконечности в корму: № 1 впереди носового подъемника, № 2-3 за средним/кормовым. Суммарная площадь всех ярусов (7,5 тыс. м²) наибольшая среди авианосецв Императорской Японии (6,5 тыс. м² на АВ Акаги и 5,5 тыс. м² на АВ проекта Сёкаку).
Шахтами подъемников ангарное пространство делится на три двухуровневых ангара видов авиации:
- носовой ангар истребительной эскадрильи
- центральный ангар легкобомбардировочной эскадрильи
- кормовой ангар торпедоносной эскадрильи

В кормовой части каждого ангара вида авиации находится шахта соответствующего подъемника, при помощи которого производится поочередной подъем/спуск авиатехники на полетную палубу или на другой ангарный уровень. В корму от нижнего уровня ангара торпедоносной авиации расположены отсеки бомбового и торпедного боезапаса со стеллажами хранения подвесного вооружения и тележечными средствами передачи его в ангар. Кормовую оконечность за надстроечным верхним ярусом занимают служебные и ремонтные зоны общекорабельной ТЭЧ со средствами обслуживания и ремонта авиадвигателей и авиаторпед.

#### Палубные подъёмники авиации
Для подъёма самолётов из обоих ярусов на полетную палубу используются три подъёмника авиации  (яп.  Хитатисики кансэнъё сёкоки) разработки и производства КБ Хитачи (электромеханический завод Хитачи-Камэидо в г. Токио). Все подъёмники балансирно-тросовые, лебёдки барабанные с редукторным электроприводом от трюмного электродвигателя.
Шахты подъемников авиации расположены в посадочной зоне полетной палубы. Носовая шахта размещена в диаметральной плоскости палубы в районе ГКП корабля (перед ветроотбойным палубным щитом). Платформа подъемника прямоугольная со скругленными углами с тросовым приводом от 4 ед. трюмных электродвигателей со стопорным креплением в верхнем положении:
- носовая платформа: 12×16 м
- средняя платформа: 11×13 м
- кормовая платформа: 14×8 м.

Из-за внутренней конфигурации ангарного пространства средняя шахта (в районе аэрофинишера № 3) незначительно смещена к левому, кормовая — к правому борту. Платформы подъемников прямоугольные со скруглёнными краями. Вырезы шахт на полетной палубе (для безопасности палубных команд и личного состава) по всему периметру имеют складываемые на время полетных операций и морских переходов релинги-поручни.
Палубный подъемник Хитачи имеет собственные характеристики:
- масса подъемника 26 т
- мощность электродвигателя постоянного тока 140 л. с.
- система регулировки скорости Вард-Леонарда
- система звукового предупреждения о ходе подъемника

и эксплуатационные характеристики:
- грузоподъемность платформы до 5 т
- размеры платформ 13 х 16 м/13 х 12 м/12 х 13 м (носовая/средняя/кормовая).
- вертикальная скорость платформы до 1 м/сек.
- время подъёма с нижнего яруса ангара до полетной палубы 15 сек

Шахты самолётоподъёмников имеют стойки-направляющие для платформ. На уровне ангаров шахты снабжены стальными огнезащитными шторами с электроприводом, при подъеме делящими ангарные уровни на три зоны живучести. Платформы перемещаются по шахте вертикально с приводом от навитых на два трюмных барабана восьми тросов. Трюмные барабаны приводятся в движение трюмными электродвигателями на дне шахты. При движении платформы противовесы проходят по левому борту шахты между направляющими, для фиксации платформ в верхней положении имеются платформенные стопора.  Подъём любой платформы с нижней ангарной палубы на полетную занимает не более 15 сек., полный цикл работы ангарной группы (от закатки ЛА на платформу подъемника до выкатки на полетную палубу) — 40 сек. За график подъема ЛА из ангаров и готовность групп к взлету отвечает один офицер палубного расчета.

#### Разметка и светотехническое оборудование
Для облегчения взлётно-посадочных операций полётная палуба корабля имеет полетную разметку белого цвета из осевой, боковой и двойной остановочной перед корабельным КП. Кормовой свес имеет предупредительную разметку в виде вертикальных красно-белых полос. В кормовой части палубы с левого борта нанесена начальная буква названия корабля для быстрой идентификации с воздуха. С целью обеспечения полётов в сумерки и ночью палуба имеет комплекс дублирующих огней по осевой линии. Носовую кромку палубы отмечал поперечный ряд белых, кормовую — поперечный ряд красных огней. Дополнительными огнями отмечались боковые кромки носовой и кормовой частей полётной палубы. По краям полётной палубы установлены посадочные прожектора (два горизонтальных ряда по 3 ед. ламп с плоским лучом). В носовой части имеется указатель ветра в виде расходящихся лучей вдоль которых подавался охлажденный трубопроводный пар, посадочный указатель — в середине палубы. Оба указателя имеют ночную подсветку.

#### Взлётно-посадочные операции
Командир авиаБЧ с двумя специалистами руководит воздушным движением с крыши КП. За подъем авиации из ангаров отвечает офицер палубного расчета ТЭЧ. Взлет разрешается флаговым семафором авиаБЧ для поочередного старта (интервал 20 сек., до трех ЛА в минуту) до запрещающей отмашки.
При стандартной процедуре посадки подлетающее звено на крейсерской скорости дважды облетает корабль против часовой стрелки, после чего разбивается на отдельные экипажи. Для приема ЛА расчет авиаБЧ выдает световой сигнал с мостика, палубная команда готовится к приему. Экипаж облетает корабль в том же направлении для установления курса и скорости принимающего корабля и подтверждения возможности приема, а также наличия эсминца ПСС в кильватере корабля. На третьем кругу экипаж снижает скорость и окончательно подтверждает курс и скорость корабля и эсминца ПСС.
Заходя на четвертый посадочный круг, экипаж снижает высоту и заходит в заднюю полусферу корабля над эсминцем ПСС. Выпустив шасси и посадочный гак, открыв фонарь кабины и отрегулировав кресло на высокую посадку, снижает скорость до посадочной (100 уз., 185 км/ч). На удалении 0,8 км летчик делает заход с кормы на высоте до 200 м, ориентируя машину по кормовым огням оптического привода. На заходе летчик может получить световой запрет на посадку в случае аварийной ситуации.
Учёт ветра и бокового сноса ведется по указанию парового маркера кормовой части. В темное время ориентировку обеспечивают посадочные огни по ДП и кромкам палубы.

#### Оптический привод

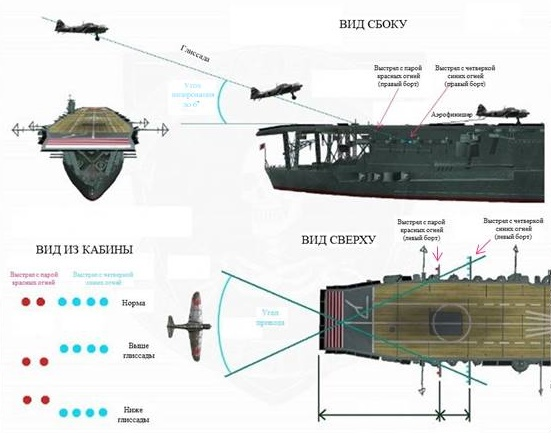
Схема посадки на корабль с использованием системы оптического привода

В отличие от принятой в ВМС США и Великобритании практикой вывода летчика на глиссаду посадочным расчетом, АВ Императорской Японии имеет автоматическую систему оптического привода на посадку, позволявшую экипажу самостоятельно контролировать угол захода, снос и удаление.
Разработанная в авиаполку ВМС Касумигаура система принята на вооружение корабельной авиации с 1933 г. Корабельный привод представляет комбинацию пар кормовых выстрелов с системой линз с общим углом визирования 6-6,5° над кормой:
- короткую в районе задней кромки шахты кормового подъемника

- 4 ед. внутренних красных огней

- длинную с удалением на 15 м в нос

- 8 ед. внешних синих огней

При оптимальном угле снижения на глиссаде летчик визирует симметричный сине-красный коридор огней. При вертикальном отклонении угла глиссады нарушается вертикальная, при боковом — горизонтальная симметричность огней по бортам корабля. Мощность линзованного светового потока достаточна для посадки в сложных метеоусловиях, видимость позволяет оценить удаление до корабля.

### Окраска
Корабль окрашен по схеме строевых кораблей ВМС: борт, надстройки, металл палуб, артбатареи окрашены шаровой краской  (яп.  гункан иро). Подводная часть тёмно-красная, ватерлиния и верхушки дымовых труб чёрные. МЗА, парусиновые части и чехлы, настил палубы не окрашены. Над форштевнем установлена золотая хризантема династии, по бортам кормовой оконечности белой краской нанесено наименование корабля. С началом войны введен красный круг авиаопознавания на белом фоне в носовой части палубы.

### Авиационное вооружение
Максимальная ангарная вместимость допускала перевозку на корабле 103 самолётов. Ассигнованиями Минфина предусматривалась закупка 100 самолётов для АВ Кага и 120 самолётов для АВ Акаги. Штаты авиационной боевой части (авиаБЧ) корабля неоднократно пересматривались в связи с развитием авиации и взглядов ВМС на её применение. На завершающей стадии модернизации планировалась авиационная БЧ восьмиротного (72 экипажа, 90 самолётов) в составе трех эскадрилий видов авиации. На момент начала наступательной операции Гавайи авиаБЧ АВ Кага имела также восьмиротный состав (72 экипажа/81 ед. ЛА) с усилением ИА и перевооружением на новейшие типы авиации.
| Период      | ИАЭ                 | ТАЭ                  | ЛБАЭ                  | Самолето- комплекты | Всего          |
| ----------- | ------------------- | -------------------- | --------------------- | ------------------- | -------------- |
|             |                     |                      |                       |                     |                |
| 1936-41 гг. | 1 рота (9 ед. И-96) | 2 роты (18 ед. Т-96) | 5 рот (45 ед. ЛБ-96)  | (18 ед.)            | 8 рот (90 ед.) |
|             |                     |                      |                       |                     |                |
| 1941-42 гг. | 2 роты (18 ед. И-0) | 3 роты (27 ед. Т-97) | 3 роты (27 ед. ЛБ-99) | (9 ед.)             | 8 рот (81 ед.) |

### Артиллерийское вооружение

#### Система наведения
Группа наведения дивизиона ГК обслуживает побортные 2 ед. КДП-89 (1929 г.)  (яп.  Хатикюсики хоисёдзюнсоти) ГК с расчетом стрельбовых данных от побортных центральных автоматов стрельбы ЦАС-92 (1932 г.)  (яп.  Кюнисики сягэкибан).
Группа наведения дивизиона ПВО обслуживает побортные 2 ед. КДП-91 (1931 г.)  (яп.  Кюитисики косясоти)
- гироскопически стабилизированный визир центральной наводки ВМЦ-14 (1925 г.)  (яп.  Итиёнсики хоисёдзюн соти)).
- морской дальномер совмещения ДМ-14 (6 м)  (яп.  Итиёнсики соккёги))

СУО ГК и ПВО позволяют вести одновременный побортный огонь
- СУО ГК — на дистанции до 120 каб. (22,2 км) по двум морским надводным целям с сопровождением КДП-89 и расчетом данных от ЦАС-92 (по пять стволов арткомплекса ГК АК-3 8 дм)
- СУО ПВО — на дистанции до 70 каб. (13 км) по двум групповым воздушным целям (до 500 км/ч) с сопровождением и расчетом данных от КДП-91 (по шесть стволов универсального арткомплекса АК-89 5 дм)

СУО МЗА включает 6 ед. батарей МЗА с батарейным наведением от зенитных прицелов ЗАП-95  (яп.  Кюгосики кидзю косясоти)(1935 г.) с синхронными передачами постоянного тока к батареям АК-96 1 дм.
К 1940 гг. недостатком системы управления огнём являлось наведение исключительно морскими оптическими приборами (отсутствие РЛС) и невозможность обстрела одной цели батареями разных бортов поверх полетной палубы.

#### Главный и универсальный калибр
Дивизион ГК обслуживает 10 ед. казематных АУ ГК (арткомплекс АК-3 8 дм) с дальностью стрельбы до 120 каб. (22,2 км). Скорострельность АК-3 до 5 выстрелов в минуту (начальная скорость 870 м/с, масса снаряда 110 кг, фиксированный угол заряжания 5°). Специалистами считалось ошибкой сохранение на современном авианесущем корабле казематного ГК с крайне ограниченным углом обстрела с предположением целесообразности сохранения башен кругового обстрела, как на АВ проекта Лексингтон. В целом, к концу 1930-х годов даже в консервативной Императорской Японии наличие орудий ГК на авианосцах стало считаться анахронизмом.
Дивизион ПВО обслуживает восемь спонсонных батарей универсального морского арткомплекса АК-89 (16 ед. стволов 5 дм). Дальность стрельбы арткомплекса АК-89 70 каб. (13 км), досягаемость по высоте 9,5 км, скорострельность до 12-14 выстрелов/мин (180 выстрелов на ствол). Арткомплекс с начальной скоростью до 720 м/сек. ведет огонь фугасными и осколочно-фугасными снарядами раздельного заряжания массой 32,4 кг с дистанционным взрывателем. При угле возвышения 45° эффективная досягаемость по высоте 9,5 км, эффективная дальность завесного огня до 15 км. Техническая скорострельность системы до 14 выстрелов/мин. Установка дистанционного воздушного взрывателя ведется на основании данных КДП-91.
Дивизион МЗА обслуживает семь батарей МЗА (14 ед. спаренных АК-96, 28 стволов 1 дм). Автоматическое орудие АК-96 (Гочкисс) с начальной скоростью 900 м/с ведет огонь унитарными фугасными и осколочно-фугасными патронами 1 дм/2,5 кг. При максимальном угле возвышения 85° эффективная досягаемость по высоте 5,5 км, эффективная дальность до 7,5 км. Техническая скорострельность до 2 выстрелов/сек. (обойма 15 патронов). Батарейная наводка АК-96 силовыми синхропередачами постоянного тока от батарейных визиров МЗА ВМЦ-95.

## 2-я ДАВ Императорской Японии

### Интервенция в Китай (1937 г.)

#### Оккупация Шанхая

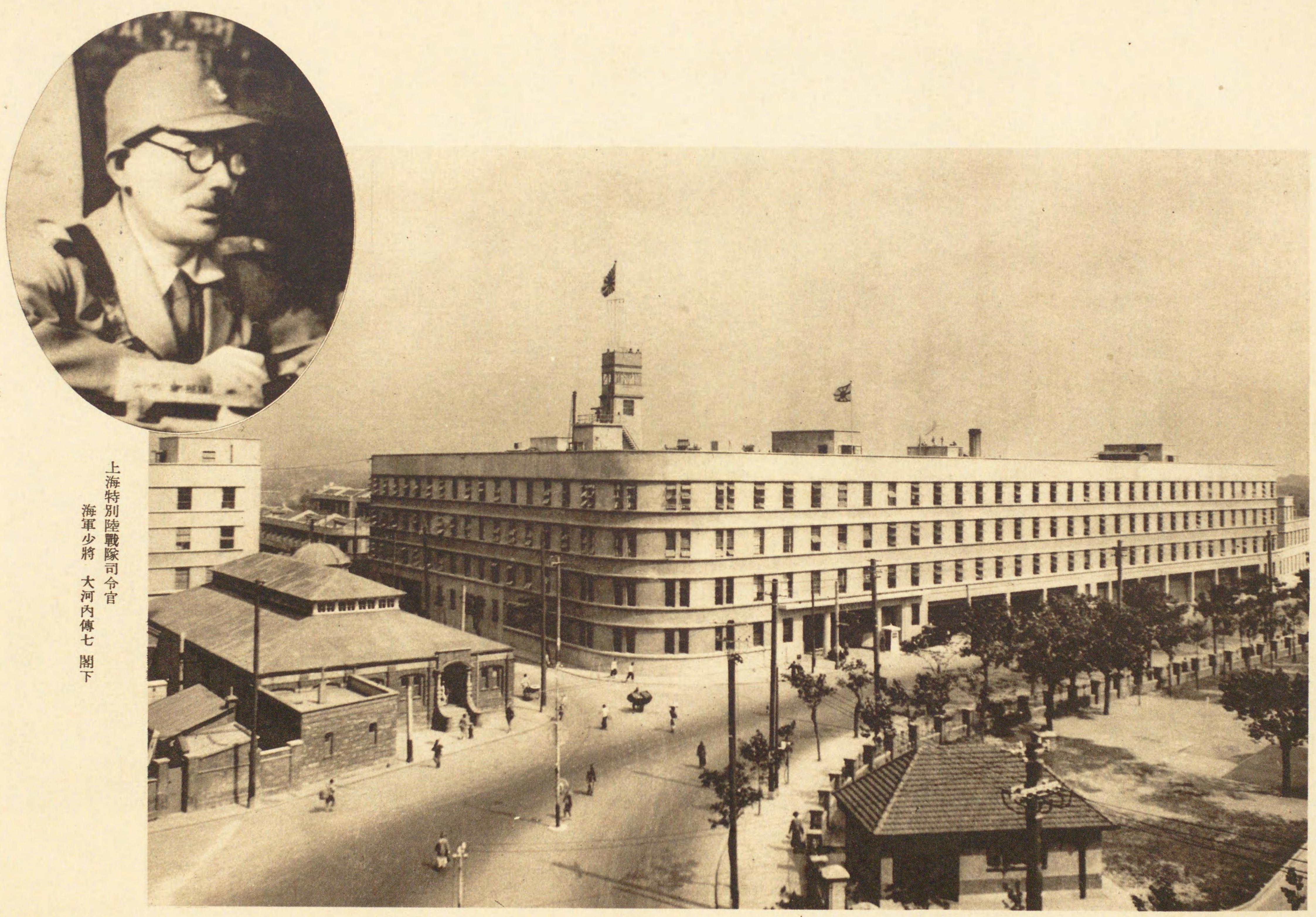
Штаб десантно-штурмовой бригады ВМС Шанхай (1937 г.)
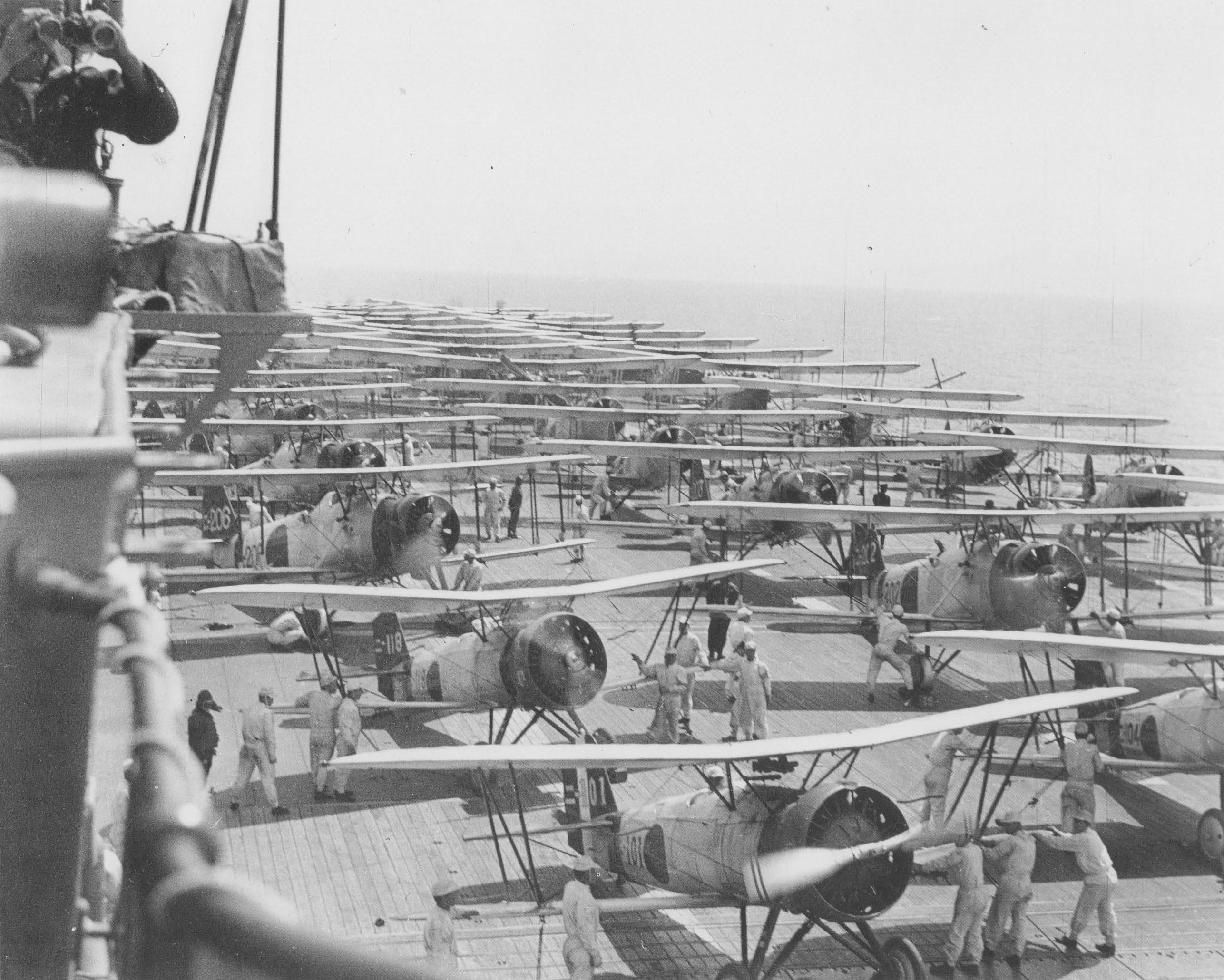
Обслуживание авиации на палубе АВ Кага (Восточно-Китайское море, 1937 г.)

С началом и быстрым расширением конфликта в Китае летом 1937 г. Императорская Япония направила в состав 3-го Флота ВМС в Восточно-Китайском море ДАВ ВМС № 1 (АВ Рюдзё-Сёхо) и № 2 (АВ Кага). Из округа Сасэбо перешли через Восточно-Китайское море ДАВ № 1-2 перешли к арх. Чжоушань на удалении около 100 миль от г. Шанхай. АвиаБЧ обеих дивизий имели на вооружении устаревшие бипланы И-90 и Т-89 (обр. 1929-30 гг.), в авиаБЧ Кага частично имелись более современные И-95 (обр. 1935 г.). Задачей ИАЭ обеих дивизий было удержание превосходства в воздухе над городом, где располагался штаб десантно-штурмовой бригады ВМС Шанхай и портовые стоянки кораблей. Задачей ударных эскадрилий было воздушное прикрытие наземных частей на территории города и пров. Цзянсу..
Единственный на тот момент тяжелый АВ Императорской Японии АВ Кага не успел с подходом к моменту крупного налёта ВВС Гоминьдана на г. Шанхай 13.8.1937 г. По свидетельству комэска ИАЭ (капитан 3 ранга Т. Сибата), комэск ТАЭ (капитан 3 ранга Ц. Иваи) требовал прикрытия, но личный состав был уверен в способности справиться с ПВО. 15-16.8.1937 г. в двух вылетах над районом Пудун потери составили до роты торпедоносцев и пары пикировщиков (ротный капитан-лейтенант С. Ан погиб).. Рота ИА (капитан-лейтенант С. Игараси) сбила пикировщик SBU и пару разведчиков O-2. 17.8.1937 г. четвёрка И-90 ИАЭ Кага (старшина М. Тоёда) там же сбила ещё одну пару противника. 22.8.1937 г. ИАЭ Кага получила на вооружение опытную шестерку монопланов И-96 (лейтенант ВМС М. Накадзима). 4-5.9.1937 г. в дельте р. Янцзы рота капитан-лейтенанта М. Игараси уничтожила восьмёрку Кертис F11C. По словам представителя Ставки в штабе Флота № 3 ВМС (капитан 2 ранга Э. Сиро), благодаря точечной работе авиации, оккупация города заняла менее недели. В конце сентября ДАВ № 2 ВМС была отведена в округ Сасэбо, где ИАЭ Кага была перевооружена на И-96.

#### Боевые действия 1938 г.
В 1938 г. ДАВ № 2 ВМС базировалась на о. Тайвань (п. Тайбэй), откуда совместно со сводной авиабригадой (САБр) № 1 ВМС в Китае поддерживала продвигающиеся к г. Нанкин десантно-штурмовые части ВМС и Сухопутных войск. С весны 1938 г. авиация Флота № 3 ВМС вела штурмовку железнодорожных узлов пров. Хэбэй. 12.4.1938 г. группы попали под удар ИАЭ Гоминьдана (12 ед. SS.37). 15.4.1938 г. при штурмовке аэродрома Байун (г. Гуанчжоу) рота ИАЭ Кага (шестерка И-96 и пятерка И-95) сбила до пятнадцать машин противника при потере трех летчиков. В конце лета 1938 г. штаб САБр № 1 получил информацию о концентрации противника на аэродроме Намъюн (ж/д ветка Гуаньчжоу-Ханькоу близ Цзянси). 30.8.1937 г. шестерка ЛБАЭ Кага (численность прикрытия неизвестна) при гибели двух летчиков заявила до двадцати побед (4 неподтвержденных) в бою с двумя эскадрильями ВВС Гоминьдана (21 ед. F11C).
По воспоминаниям вахтенного помощника на АВ Кага (лейтенант ВМС М. Итакура), с началом боевых действий на корабле отмечались случаи жестокой дедовщины, оставления части и самоубийств личного состава, воровства и пьянства на борту. В базе комсостав устраивал незаконное распитие спиртных напитков, и после возвращения из района боевых действий командование вынуждено было принять жесткие дисциплинарные меры к личному и командному составу.

## ДАВ № 1 АФл № 1ВМС(1941-42 гг.)
10 апреля 1941 г. Главный штаб ВМС принял решение о формировании Флота № 1 авиации (АФл № 1 ВМС) (комфлотом вице-адмирал Т. Нагумо, НШ контр-адмирал Р. Кусака) в составе ДАВ № 1-2 (АВ Кага-Акаги, АВ Сорю-Хирю). С осени 1941 г. в структуру АФл № 1 была передана ДАВ № 5 (АВ Сёкаку-Дзуйкаку, xi дэм — ЭМ Фубуки-Сираюки-Хацуюки).

### Ударпо Тихоокеанскому флотуВМС США

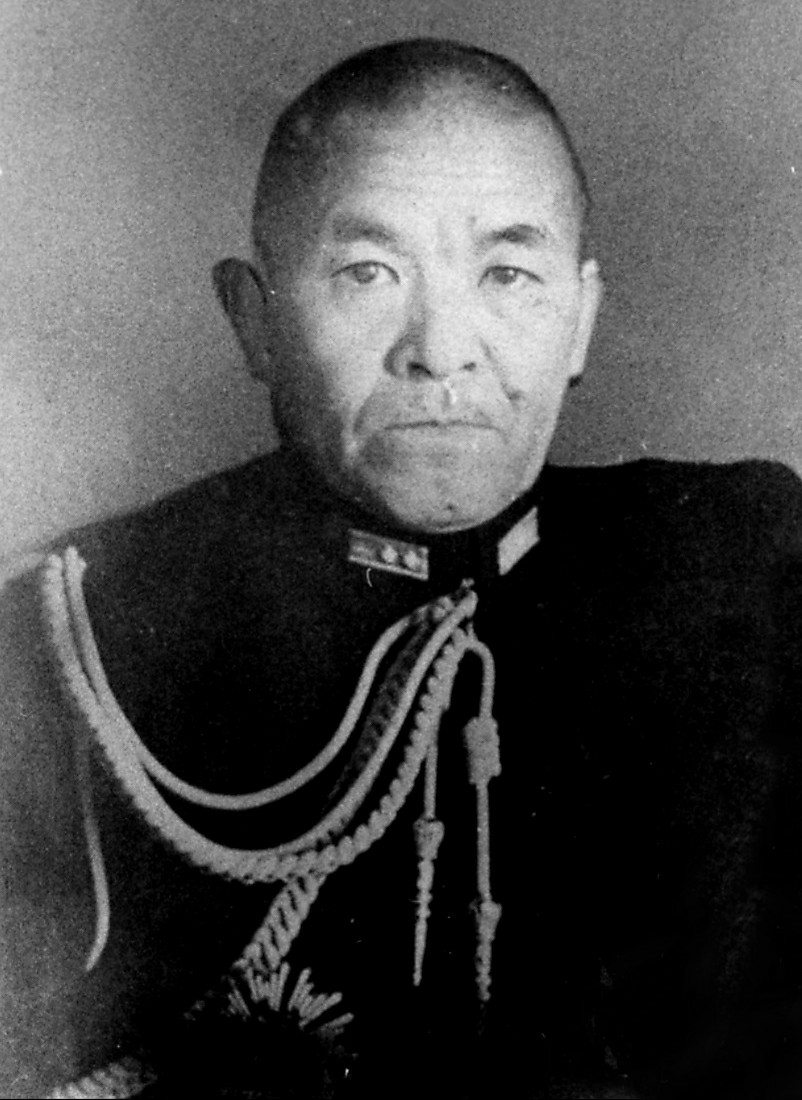
Командующий АФл №1 ВМС вице-адмирал Т. Нагумо (1941 г.)
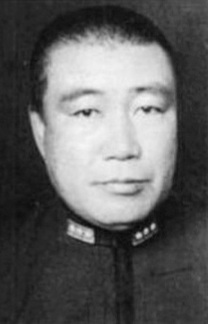
НШ АФл №1 ВМС контр-адмирал Р. Кусака (1941 г.)
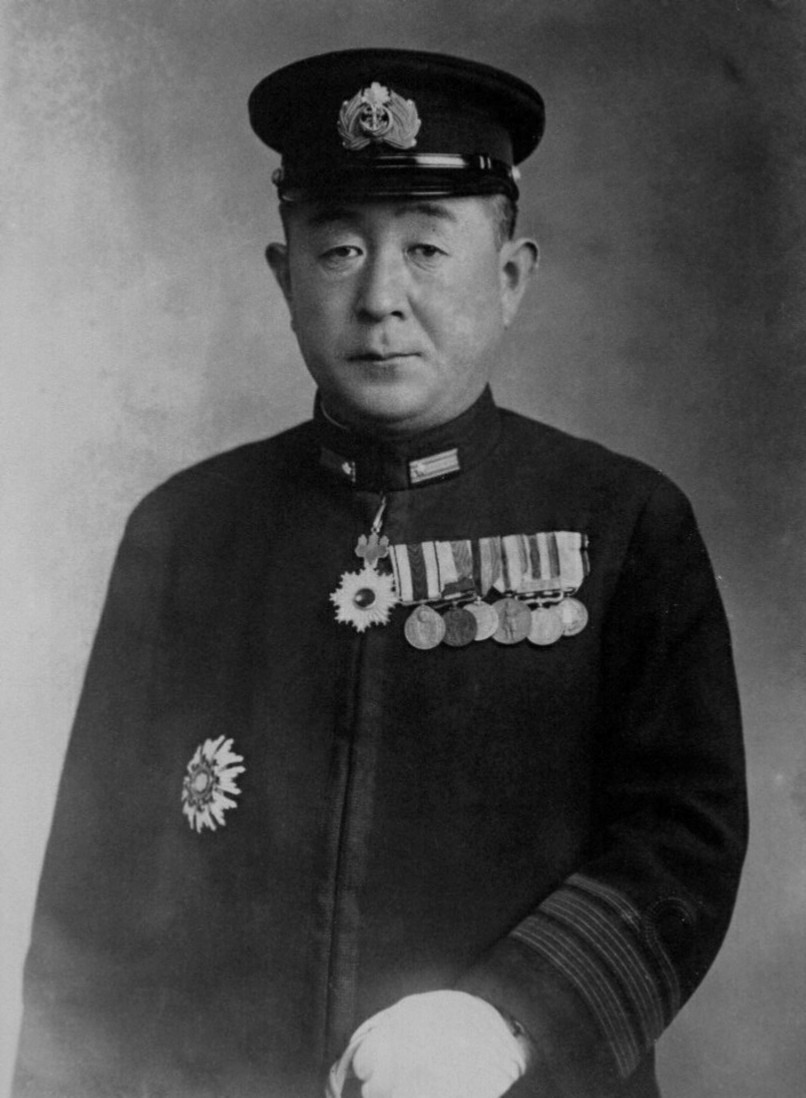
Комдив ДАВ №2 контр-адмирал Т. Ямагути (1941 г.)
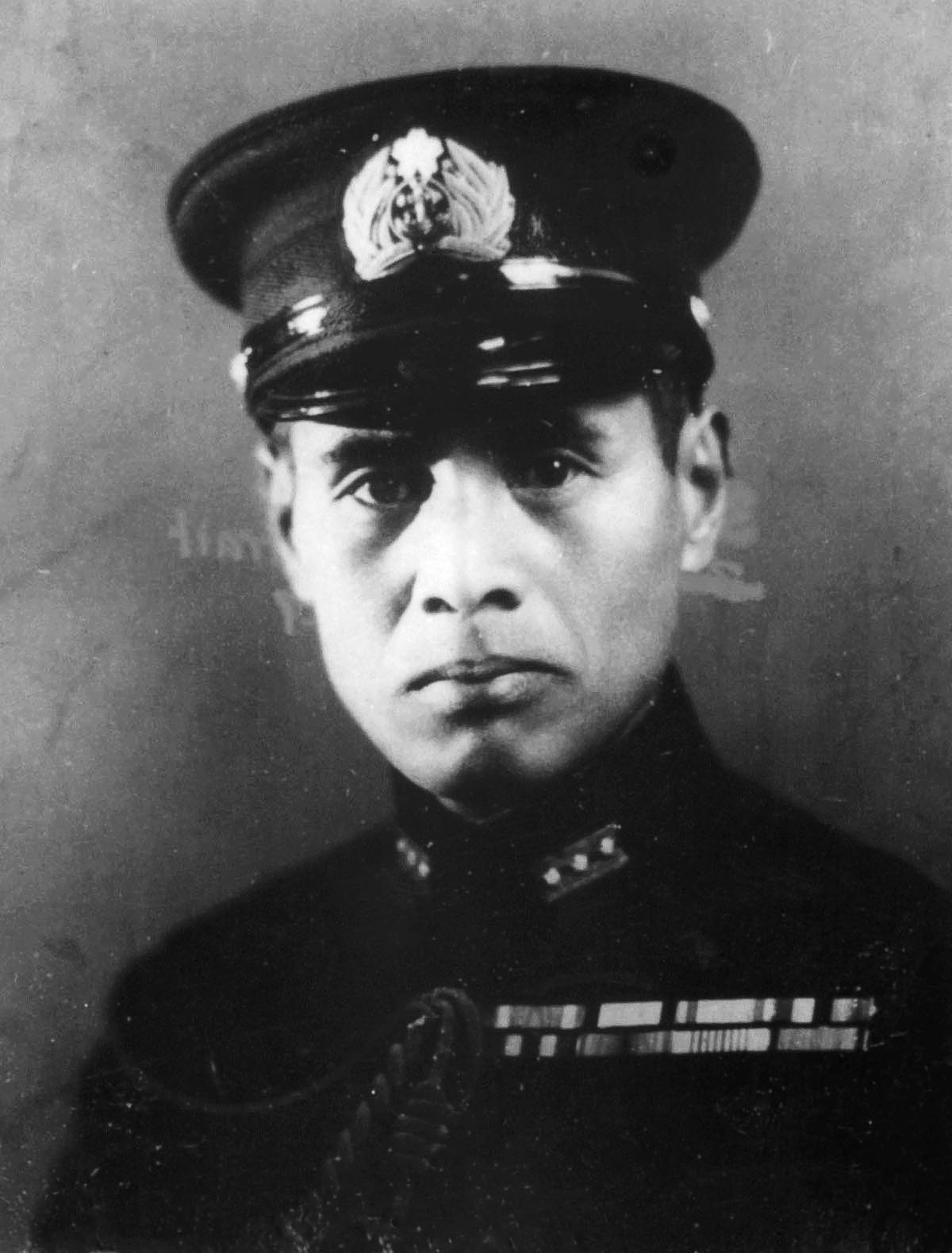
Офицер авиации штаба АФл №1 ВМС капитан 2-го ранга М. Гэнда (1941 г.)

Для прикрытия операций Южного фронта (захвата нефтеносных районов Индонезии) первой операцией АФл № 1 была назначена наступательная операция Гавайи. Задачей корабельной авиации и подводных сил был удар по матчасти и личному составу центрального гарнизона Тихоокеанского флота США в п. Пирл-Харбор и вывод из строя его основных сил. В сентябре-октябре 1941 г. авиация АФл № 1 ВМС вела подготовку к наступательной операции Гавайи в округе ВМС Сасэбо (заливы Кинко, Сибуси и Саики). ТАЭ ДАВ № 1 (7 рот) базировались на военном аэродроме ВМС Кагосима, ЛБАЭ (5 рот) — на военном аэродроме ВМС Томидака, ИАЭ ДАВ № 1-2 (8 рот) — на военном аэродроме ВМС Саики.
Для торпедной атаки корабельного состава ТОФ США НИИ технологий ВМС, завод округа Сасэбо и цех вооружений завода Мицубиси-Нагасаки разработали модификацию авиаторпеды Т-91 для атак на мелководье (максимальная глубина главной якорной стоянки Форд в п. Пёрл-Харбор не превышала 12 м). К середине ноября цех вооружения округа ВМС Сасэбо изготовил партию Т-91 (100 ед.) с доработанным гироскопом и сбрасываемыми стабилизаторами. Партия была отгружена на стоявший в округе АВ Кага, который 17.11.1941 г. вышел из округа в к месту сбора сил 1-го АФл (военный порт в/ч Саики), где ДАВ также приняли с берега силы авиации. 18.11.1941 г. под прикрытием ДКР № 1 и № 8 и дивизии легких сил АФл № 1 из округа Сасэбо через Японское море начал переход к месту сбора наступательной группировки у Курильской гряды (з. Касатка). АВ Кага вышел из в/ч Саики 20.11.1941 г. с бригадой завода Мицубиси-Нагасаки (100 чел.) для калибровки модифицированной партии торпедного вооружения. Несмотря на меньший ход, корабль на день опередил силы 1-го АФл, зайдя в з. Касатка к 23. 11.1941 г. После сбора сил в заливе, партия авиаторпед была катерами передана на остальные корабли, после чего бригада гражданских специалистов сошла на берег. Для сохранения в тайне выхода авианосных сил, гражданские специалисты получили право вернуться в метрополию лишь после 8.12.1941 г. 26.11.1941 г. силы начали выдвижение из з. Касатка к арх. Гавайев через северные районы Тихого океана, в целях сохранения секретности избегая путей коммерческого судоходства. В связи с крайне сложными штормовыми условиями начала зимы и режимом радиомолчания 03.12.1941 г. на АВ Кага был смыт в море и погиб один из членов верхней вахты..
Утром 06.12.1941 г. АФл № 1 скрытно выдвинулся на 600 миль на норд от о. Оаху, где экипажам был объявлен текст Императорского Рескрипта о начале боевых действий против США, Великобритании и Нидерландов. В 06:00 7.12.1941 г. (01:30 08.12.1941 г. по Токио) авиаБЧ Кага подняла две усиленных роты ТАЭ (14 и 12 ед. с БРАБ-99 (оперенный артснаряд 16 дм) и Т-91) и роту ИАЭ. Несмотря на данные авиаразведки и наблюдения в портах группы не были проинструктированы о возможном отсутствии тяжелых кораблей в п. Пирл-Харбор. На сверхмалой высоте рота ТАЭ произвела успешный пуск по ЛК № 44 Калифорния. За торпедной атакой стоянки удару БРАБ-99 подверглись ЛК № 43 Теннесси, № 48 З. Вирджиния и № 36 Невада. Объективных данных по результативности ударов нет, но одна БРАБ-99 предположительно попала в ЛК № 36 Невада перед носовой башней ГК, уничтожив кубрики комсостава. Во втором вылете через час группа той же численности вылетела к военному аэродрому Форд. Потери обоих вылетов составили до тридцати летчиков (четверка И-0, пятерка Т-97 и шестерка ЛБ-99).
| Группы авиаБЧ Кага (наступательная операция Гавайи, конец 1941 г.) | Группы авиаБЧ Кага (наступательная операция Гавайи, конец 1941 г.) | Группы авиаБЧ Кага (наступательная операция Гавайи, конец 1941 г.) | Группы авиаБЧ Кага (наступательная операция Гавайи, конец 1941 г.) | Группы авиаБЧ Кага (наступательная операция Гавайи, конец 1941 г.) | Группы авиаБЧ Кага (наступательная операция Гавайи, конец 1941 г.) | Группы авиаБЧ Кага (наступательная операция Гавайи, конец 1941 г.) |
| Вылет                                                              | Группа                                                             | Командир                                                           | Роты                                                               | Звенья                                                             | Тип ЛА                                                             | Число ЛА                                                           |
| ------------------------------------------------------------------ | ------------------------------------------------------------------ | ------------------------------------------------------------------ | ------------------------------------------------------------------ | ------------------------------------------------------------------ | ------------------------------------------------------------------ | ------------------------------------------------------------------ |
| 1-й                                                                | 6-я                                                                | к-н 3-го ранга Т. Хасигути (комэск ТАЭ)                            | 1-3-я                                                              | № 41-43 № 45-47 № 51-52                                            | Т-97 (БРАБ-99)                                                     | 14 ед.                                                             |
| 1-й                                                                | 16-я                                                               | к-н-л-т К. Китадзима                                               | 1-3-я                                                              | № 23-29                                                            | Т-97 (Т-91)                                                        | 12 ед.                                                             |
| 1-й                                                                | ИА № 2                                                             | к-н-л-т С. Сига                                                    | 1-я ИА                                                             | № 1-3                                                              | И-0                                                                | 9 ед.                                                              |
| 2-й                                                                | 16-я                                                               | к-н-л-т С. Макино                                                  | 1-3-я                                                              | № 23-29                                                            | ЛБ-99                                                              | 26 ед.                                                             |
| 2-й                                                                | ИА № 2                                                             | к-н-л-т Э. Никайдо                                                 | 1-я ИА                                                             | № 1-3                                                              | И-0                                                                | 9 ед.                                                              |

## Командиры корабля
| No.                   | Портрет               | Чин                   | Имя                   | Срок командования     | Примечания                                      |                       |
| Командиры в достройке | Командиры в достройке | Командиры в достройке | Командиры в достройке | Командиры в достройке | Командиры в достройке                           | Командиры в достройке |
| --------------------- | --------------------- | --------------------- | --------------------- | --------------------- | ----------------------------------------------- | --------------------- |
| 1                     |                       | Капитан 1 ранга       | Р. Миямура            | 1921-22 гг.           | Командир в достройке линкора (завод «Кавасаки») |                       |
| 2                     |                       | Капитан 1 ранга       | С. Кобаяси            | 1927 г.               | Командир в достройке (завод ВМС)                |                       |
| Командиры корабля     |                       |                       |                       |                       |                                                 |                       |
| 3                     |                       | Капитан 1 ранга       | Г. Кавамура           | 1927-28 гг.           |                                                 |                       |
| 4                     |                       | Капитан 1 ранга       | С. Уно                | 1930-31 гг.           |                                                 |                       |
| 5                     |                       | Капитан 1 ранга       | Г. Окада              | 1932 г.               |                                                 |                       |
| 6                     |                       | Капитан 1 ранга       | Г. Хара               | 1932-33 гг.           |                                                 |                       |
| 7                     |                       | Капитан 1-го ранга    | Э. Кондо              | 1933-1934 гг.         |                                                 |                       |
| 8                     |                       | Капитан 1-го ранга    | Т. Саннами            | 1934-1936 гг.         |                                                 |                       |
| 9                     |                       | Капитан 1-го ранга    | С. Инагаки            | 1936-1937 гг.         |                                                 |                       |
| 10                    |                       | Капитан 1-го ранга    | К. Абэ                | 1937-1938 гг.         |                                                 |                       |
| 11                    |                       | Капитан 1-го ранга    | И. Оно                | 1938 г.               |                                                 |                       |
| 12                    |                       | Капитан 1-го ранга    | С. Ёситоми            | 1938-1939 гг.         |                                                 |                       |
| 13                    |                       | Капитан 1-го ранга    | К. Кубо               | 1939-1940 гг.         |                                                 |                       |
| 14                    |                       | Капитан 1-го ранга    | С. Ямада              | 1940-1941 гг.         |                                                 |                       |
| 15                    |                       | Капитан 1-го ранга    | Д. Окада              | 1941-1942 гг.         | Погиб с кораблем                                |                       |

## Обнаружение
Затонувший авианосец был обнаружен 18 октября 2019 г. экспедицией, базировавшейся на научно-исследовательском судне Petrel (экспедиция финансировалась фондом Пола Аллена и на протяжении ряда лет занималась поиском и исследованием кораблей, затонувших на Тихоокеанском театре военных действий в ходе Второй Мировой Войны); но первоначально часть обломков затонувшего корабля была обнаружена и исследована ещё в 1999 г. Первоначально затонувшее судно было обнаружено при обследовании дна океана в районе затопления гидролокатором. Корпус корабля, находящийся на глубине около 5400 метров и лежащий на дне на ровном киле, сохранил относительную целостность (все надстройки и часть полётной палубы отсутствуют), но подвержен обрастанию и коррозии. Результаты обследований, выполненные глубоководными дистанционно управляемыми аппаратами, показывают, что при затоплении корпус соприкоснулся с дном океана носовой частью. Вокруг него находится обширное поле разнообразных обломков и элементов конструкции авианосца.

### На русском языке
- Авианосец Kaga — 1 единица. Авианосцы. В.Дашьян. Корабли Второй мировой войны. ВМС Японии. Часть 1
- Энциклопедия кораблей
- Nihon Kaigun: Kaga
- Хорикоши Д., Окумия М., Кайдин М. Зеро! (Японская авиация во Второй мировой войне) — М: ACT, 2001, c. 255
- В. В. Сидоренко, Е. Р. Пинак. Японские авианосцы Второй Мировой. Драконы Перл-Харбора и Мидуэя. — Москва: Коллекция, Яуза, Эксмо, 2010. — 160 с. — ISBN 978-5-669-40231-1.
- С. Шумилин, Н. Околелов, А. Чечин. Морская Коллекция №1.Систершипы одной судьбы. Японские авианосцы Shokaku и Zuikaku: история, конструкция, боевая служба авиационное вооружение. — Москва: Моделист Конструктор, 2010.

### На английском языке
- Hans Lengerer. The aircraft carrier of the Shokaku class. — Mechanicsburg, MD: Conway Maritime Press, 2015. — С. 90—109. — ISBN 978-1591146001.
- John B. Lundstrom The First Team and the Guadalcanal Campaign: Naval Fighter Combat from August to November 1942, Naval Institute Press (July 1, 2005) ISBN 1-59114-472-8
- Lengerer, Hans. Akagi & Kaga // Warship VI / Roberts, John. — London : Conway Maritime Press, 1982. — ISBN 0-87021-981-2.
- Eric Lacroix, Linton Wells II. Japanese cruisers of the Pacific war. — Annapolis, MD: Naval Institute Press, 1997. — 882 с. — ISBN 1-86176-058-2.

### На японском языке
Историческая
Серия Военная История отдела военной истории НИИ УНО, изд. Асагумо Симбун 1969—1980 гг. /Боэйтё боэй кэнкю-сё сэнси-сицу Сэнси-сосё сандзюиккан, Асагумо Симбунся 1969—1980 нэн/防衛庁防衛研修所戦史室 戦史叢書第31巻, 朝雲新聞社, 1969-80年
- т.10 Операция «Гавайи», 1969 г./«Сэнси сосё дай 10 кан. Хавайи сакусэн.», 1969 нэн/『戦史叢書10 ハワイ作戦』, 1969年。
- т.29 «Операции ВМС на Северном фронте», 1969 г./«Сэнси сосё дай 29 кан. Хоппо хомэн кайгун сакусэн.», 1969 нэн/『戦史叢書29　北東方面海軍作戦』 朝雲新聞社, 1969年。
- т.31 «Военные программы ВМС до ноября 1941 г.», 1969 г. /«Сэнси сосё дай 31 кан. Кайгун гунсэнби (1). Сёва дзюхати нэн дзюити гацу мадэ. Сэнси сосё дай 31 кан.», 1974 нэн/『海軍軍戦備＜1＞ 昭和十六年十一月まで』戦史叢書第31巻, 1969年。

* Таблицы
* 3.1 Строевые списки ВМС на 1931 г. Корабли 1-го ранга/Дайсан соно ити Сёва року нэн сан гацу тё. Кантэй ёмокуто итиранхё. Соно ити. Гункан/第三その一「昭和六年三月調艦艇要目等一覧表 その一 軍艦」
* 4.1 Строевые списки ВМС на 1938 г. Корабли 1-го ранга и эсминцы/Дайсан соно ити Сёва дзю сан нэн сан гацу тё. Кантэй ёмокуто итиранхё. Соно ити. Гункан, кутикукан/第四その一「昭和十三年三月調艦艇要目等一覧表 その一 軍艦、駆逐艦」
- т.49 Операции ВМС на Южном фронте до начала наступления на о. Гуадалканал., 1971 г./Сэнси гёсё 49 кан. Нампо хомэн кайгун сакусэн (1). Гато даккан сакусэн кайси мадэ, 1971 нэн/『戦史叢書　南東方面海軍作戦(1)　ガ島奪還作戦開始まで』
- т.71 Управление ВМС Ставки и Соединенный Флот ВМС, разд. 4, Оперативные планы третьего периода войны, 1974 г./Сэнси гёсё 71 кан. Дайхонъэй кайгунбу-рэнго кантай. 4. Дайсандан сакусэн тюки, 1974 нэн/『戦史叢書71 大本営海軍部・連合艦隊4 第三段作戦中期』 1974年。

Общество истории ВМС «Кайгун Юсюкай»
- История кораблей Императорской Японии после окончания сёгуната (в фотографиях), Общество истории ВМС, 1935 г./ Бакумацу ико тэйкоку гункан сясин-то синдзицу, Кайгун Юсюкай, 1935 нэн

Научное общество ВМС (1930-40-е гг.)
- Альбом кораблей ВМС Императорской Японии за 2600 (1940) г./Ниппон гункансю 2600 нэнбан, Кайгун кэнкюся 1940 нэн
- История кораблей Императорской Японии после сёгуната (в фотографиях)/Бакумацу ико тэйкоку гункан сясин-то синдзицу, Кайгун кэнкюся1935 нэн
- Карманный ежегодник ВМС: Япония, Великобритания, США, Италия и Германия (1935 г.)/Покэтто кайгун нэнкан: Нити-эй-бэй-и-доку гункансю, Кайгун кэнкюся 1935 нэн
- Карманный ежегодник ВМС: Япония, Великобритания, США, Италия и Германия (1937 г.)/Покэтто кайгун нэнкан: Нити-эй-бэй-и-доку гункансю, Кайгун кэнкюся1937 нэн

Сборники
- Т. Уцуномия, Альбом военных кораблей, изд. Уцуномия, 1936 г. /Уцуномия Тосио Гункан сясинсю, Уцуномия хонтэн, 1936 нэн
- Кораблестроительный завод Кавасаки. "Сорокалетие кораблестроительного завода Кавасаки/Кавасаки Дзосэнсё Ёндзюнэнси
- Альбом больших учений и парада ВМС в г. Кобэ (11 г. Сёва/1936 г.), Мэрия г. Кобэ, 1936 г./Сёва дзюитинэн кайгун токубэцу дайэнсю канкансики Кобэ-си кинэнси, Кобэ сиякусё, 1936 нэн
- Т. Накадзима, Авианосцы, изд. Сансэйдо, 1930 г./Накадзима Такэси Коку бокан, Сансэйдо, 1930 нэн
- Авианосцы, изд. Асахи Симбун, 1942 г./Коку бокан, Асахи Симбунся, 1930 нэн
- С. Кимата Боевая история авианосцев Японии, изд. Тосё, 1977 г./Кимата Сигэро, Ниппон кубо сэнси,Тосё сюппанся, 1977 нэн/木俣 滋郎 (著) 日本空母戦史 (1977年) －
- Серия Корабельная техника, Ф. Хасэгава Авианосцы Японии, изд. Гран при, 1997 г./Хасэгава Фудзиити, Ниппон кубо,Гуранпури сюппанся, 1997 нэн/長谷川 藤一 (著) 日本の航空母艦―軍艦メカニズム図鑑 グランプリ出版 (1997/09) ISBN 4-87687-184-1
- А. Нагамацу, Авиация ВМС, изд. Тоэй, 1942 г./Нагамацу Асадзо Кайгун кокутай, Тоэйся, 1942 нэн
- Я. Идзава Истребительная авиация ВМС, изд. Канто, 1942 г./Идзава Асадзо Кайгун кокутай, Канто сюппанся, 1942 нэн
- М. Накаяма Бои в небе Китая. Неизвестная война, изд. Дай Ниппон эга, 2007 г./Накаяма Масаё Чжунго дэ тянкун. Тинмоку-но кокусэн си, Дай Ниппон эга, 2007 нэн/中山 雅洋, 中国的天空 ―沈黙の航空戦史, 大日本絵画, 2007, ISBN 4499229448
- М. Итакура Непотопляемая подлодка. Молодость командира-подводника, изд. Кё-но вадай, 1995 г./Итакура Мицума, Донкамэ кантё сэйсюнки. И го футин сэсуйтё-но кироку, Кодзинся, 1995 нэн/板倉光馬 『どん亀艦長青春記 伊号不沈潜水艦長の記録』 光人社NF文庫、1995年2月。ISBN 4-7698-2075-5。
- Д. Катакура Поименная история кораблей Соединенного Флота ВМС. Слава и трагедия восемьсот шестидесяти кораблей, изд. Сио сёбо кодзин, 2014 г./Дайдзи Катакура, Рэнго кантай гунканмэй мэйдэн. Дзэн хаппяку рокудзю сэки-но эйко-то хигэки, Сио сёбо кодзинся, 2014 нэн/片桐 大自 (著) 聯合艦隊軍艦銘銘伝―全八六〇余隻の栄光と悲劇 出版社: 潮書房光人社 (2014/3/1) ISBN 4-7698-1565-4
- С. Ямакава Корабельные пикировщики. Летопись смертельной борьбы, изд. Кё-но вадай, 1985 г./ Ямакава Синсаку, Кубо канбакутай. Канбаку тодзёин сито-но кироку, Кё-но вадайся, 1985 нэн/山川新作 『空母艦爆隊 艦爆搭乗員死闘の記録』 今日の話題社、1985年。ISBN 4-87565-118-X。
- Т. Кофукуда Записки о войне в воздухе. Рассказы комэска-истребителя, изд. Кодзин, 2004 г./ Кофукуда Тэруфуми, Сикикан кусэнки. Ару сэнтайтё-но рипото, Кодзинся, 2004 нэн/小福田晧文 (著) 指揮官空戦記―ある零戦隊長のリポート 出版社: 光人社; 新装版 (2004/1/1) ISBN 4-7698-2044-5
- Т. Ёсида Командиры Тихоокеанской войны. Мысли и планы молодых, изд. Кодзин, 1984 г./ Ёсида Тосио, Сикикантати-но Тайхэйё сэнсо. Сэйнэн сикикан ва нани-о кангаэ нани-о сиё-то ситака?, Кодзинся, 1984 нэн/吉田俊雄 『指揮官たちの太平洋戦争 青年士官は何を考え、どうしようとしたか』 光人社、1984年8月。ISBN 4-7698-0242-0。
- М. Тояма История кораблей в лицах командиров, изд. Кодзин, 2005 г./ Тояма Мисао, Кантётати-но гунканси, Кодзинся, 2005 нэн/外山 操 (著) 艦長たちの軍艦史 出版社: 光人社 (2005/05) ISBN 4-7698-1246-9
- Общество летчиков-истребителей 0 Истребители «0».Так мы сражались, изд. Бунсюн Нэско, 2004 г./Рэйсэн тодзёинкай, Рэйсэн. Каку гаэри!, Бунсюн нэско, 2004 нэн/零戦、かく戦えり! 零戦搭乗員会 (著) 出版社: 文春ネスコ (2004/7/1)ISBN 4-89036-203-7
- Общество изучения Тихоокеанской войны, Занимательная Тихоокеанская война. Что не проходят в школе: все жестокие сражения, начиная с судьбоносного Перл-Харбора, изд. Нихон Бунгэй, 2000 г./Тайхэйё сэнсо кэнкюкай, Омосирой ходо ёку вакару Тайхэйё сэнсо. Ниппон-но унмэй-о кимэта «Синдзюван»-кара-но гэкито-но субэтэ (Гакко-дэ осиэнайкёкасё), Нихон Бунгэйся, 2000 нэн/太平洋戦争研究会 (著) 面白いほどよくわかる太平洋戦争―日本の運命を決めた「真珠湾」からの激闘のすべて (学校で教えない教科書) 出版社: 日本文芸社 (2000/8/1) ISBN 978-4-537-25001-5
- 海軍歴史保存会『日本海軍史』第9巻、第10巻、第一法規出版、1995年
- 外山操『艦長たちの軍艦史』光人社、2005年。 ISBN 4-7698-1246-9

Техническая
- С. Макино Обзор кораблестроительных технологий ВМС, изд. "Кё-но вадай"т.1-2, 1987 г./Макино Сигэру, Кайгун дзосэн гидзюцу гайё,Кё-но вадайся, 1987 нэн/海軍造船技術概要＜上下巻セット＞牧野　茂 (編集), 福井　静夫 (編集) 出版社: 今日の話題社; 初版 (1987) ISBN 4-87565-205-4
- С. Макино, С. Фукуи История кораблей ВМС, т.3 Авианосцы, плавбазы авиации, плавбазы подводных лодок, изд. Bestsellers Publishing Company, 1982 г./ Макино Сигэру, Фукуи Сидзуо, Кайгун кантэйси (3) Коку бокан, суйдзё коку бокан, сэнсуй бокан, Bestsellers Publishing Company, 1982 нэн/海軍艦艇史 (3) 航空母艦.水上機母艦.水雷・潜水母艦 (英語), Bestsellers Publishing Company (1982), 福井 静夫 (著) ISBN 4-584-17023-1
- Научное общество кораблестроителей История кораблестроения эпохи Сёва, т.1 Кораблестроение до Тихоокеанской войны, изд. Хара, 1977 г./Нихон дзосэн гаккай, Кайгун кантэйси, Дайиккан. Сэндзэн сэндзи хэн, Хара сёбо, 1977 нэн/昭和造船史 第1巻 戦前・戦時編 原書房1977/10 日本造船学会, ISBN 4-562-00302-2

Материалы НИИ Минобороны Японии
- Ref. C08050442800, Линкоры Тоса. Постройка корпуса Кага (1)/Гункан Тоса Кага сэйдзо иккэн (1)/ Ref.C08050442800 『軍艦土佐 加賀製造一件(1)』。
- Ref. C08050442900, Линкоры Тоса. Постройка корпуса Кага (2)/Гункан Тоса Кага сэйдзо иккэн (2) / Ref.C08050442900 『軍艦土佐 加賀製造一件(2)』。
- Ref. C04016181400, Заказ линкоров Кага и Тоса гражданским кораблестроительным заводам/Сэнкан Кага Тоса-о додзи-ни сирицу дзосэнсё-ни тюмон-но кэн/ Ref.C04016181400 『戦艦加賀土佐を同時に私立造船所に注文の件』。
- Ref. C04016181500, Стоимость бронирования линкора Тоса/Гункан Тоса ё котэцухи ёсан/ Ref.C04016181500 『軍艦土佐用甲鉄費予算の件』。
- Ref. C04016181600, Буксировка линкора Кага в главную базу ВМС/Кага кайко-но кэн/ Ref.C04016181600 『加賀回航の件』。
- Ref.C04016181800-2100 Списки экипажа линкора Кага на отбуксировании в военный порт Иокосука, т.1-4/Гункан Кага Ёкосука гунко кайкотю биндзё гоган-но кэн (1-4)/ Ref.C04016181800-2100 『軍艦加賀横須賀軍港回航中便乗御願の件(1-4)』
- Ref.C04016182200 Перестройка корпуса Кага в авианосец /Гункан Кага-о кубо-ни кайдзо-суру кэн/ Ref.C04016182200 『軍艦加賀を航空母艦に改造する件』。
- Ref.C05022107100 Документы Кабинета министров (Совершенно секретно, № 1757 от 7.12.28) Об устройстве временного островного КП и КП авиаБЧ на авианосце Кага /Гункан Кага тогата ходзё канкё оёби хикока сикидосё касэцу-но кэн/ Ref.C05022107100「官房機密第1757号 7.12.28 軍艦加賀塔型補助艦橋及飛行科指導所仮説の件」
- Ref.C08051234400「献納品」

Бортовые журналы
- Ref. C13120033300, Оперативный журнал 5-й ДАВ Императорской Японии за декабрь 1941 г. / Дайго коку сэнтай сэндзи нисси. Сёва 16 нэн 12 гацу/ Ref. C13120033300『第5航空戦隊戦時日誌(作戦及一般之部)昭和16年12月/4.参考』。
- Ref. C08051585400, Боевые рапорты авиаБЧ Кага, декабрь 1941 г. — июнь1942 г. / Сёва 16 нэн 12 гацу — Сёва 17 нэн 6 гацу. «Кага» хикокитай сэнто кодо тёсё./Ref.C08051585400 『昭和16年12月～昭和17年6月 加賀飛行機隊戦闘行動調書』。

Приказы ВМС
- Ref.C13071970900 Список внутренних приказов по ВМС на 1 июня 1937 г. Издание 10, т.2, приложение 1. 4. Личный состав/ Сёва 12 нэн 6 гацу 1 нити гэндзай. Дзиппан. Найрэй тэйё цуйроку дай-ни го гэнко. Маки 1 цуйроку. Дай 3 руй. Тэйин (4)/『昭和12年6月1日現在 10版 内令提要追録第2号原稿/巻1 追録／第3類 定員(4)』。